# Émile Zola
Vous lisez un « article de qualité » labellisé en 2008.
« Zola » redirige ici. Pour les autres significations, voir Zola (homonymie).
Ne doit pas être confondu avec Elémire Zolla.
Émile Zola est un écrivain et journaliste français né le 2 avril 1840 à Paris et mort le 29 septembre 1902 dans la même ville. Considéré comme le chef de file du naturalisme, c'est l'un des romanciers français les plus populaires et l'un des plus publiés, traduits et commentés dans le monde entier. Il a durablement marqué de son empreinte le monde littéraire français. Ses romans ont connu de très nombreuses adaptations au cinéma et à la télévision.
Sa vie et son œuvre ont fait l'objet de nombreuses études historiques. Sur le plan littéraire, il est principalement connu pour Les Rougon-Macquart, une fresque romanesque en vingt volumes dépeignant la société française sous le Second Empire qui met en scène la trajectoire de la famille des Rougon-Macquart, à travers ses différentes générations et dont chacun des représentants, d'une époque et d'une génération particulière fait l'objet d'un roman.
Zola peint la société du second Empire dans sa diversité, mettant en évidence sa dureté envers les ouvriers (Germinal, 1885), ses turpitudes (Nana, 1880), mais aussi ses succès (l’avènement des grands magasins dans Au Bonheur des Dames, 1883). Dans une recherche de la vérité qui prend pour modèle les méthodes scientifiques, Émile Zola accumule sur chaque sujet observations directes et documentation. Par son sens aigu du détail « qui sonne juste » et de la métaphore efficace, par le rythme de ses phrases et de ses constructions narratives, il crée un monde fictif puissant, habité par des interrogations angoissées sur le corps humain et le corps social.
Les dernières années de sa vie sont marquées par son engagement dans l'affaire Dreyfus avec la publication en janvier 1898, dans le quotidien L'Aurore, de l'article intitulé « J'accuse… ! » qui lui a valu un procès pour diffamation et un exil à Londres la même année.

## Biographie

### Enfance et adolescence provençale (1840-1858)

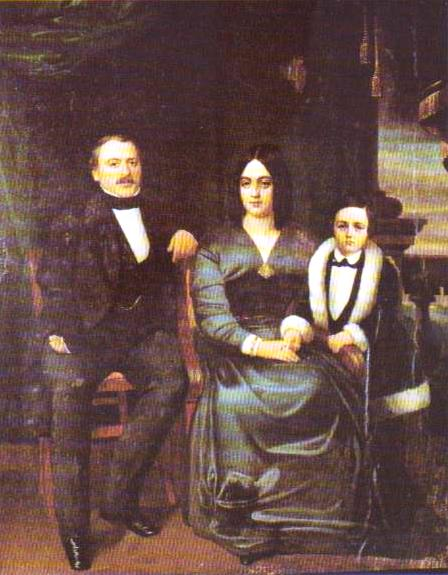
Émile Zola enfant avec ses parents, vers 1845.

Émile Édouard Charles Antoine Zola naît 10, rue Saint-Joseph à Paris, le 2 avril 1840, de François Zola, natif de Venise, et d'Émilie Aubert, native de Dourdan. Son père, ingénieur de travaux publics, ancien officier subalterne italien, soumissionne la construction d'un système d'amenée d'eau potable à Aix-en-Provence depuis la montagne Sainte-Victoire. Il obtient le contrat le 19 avril 1843 et s'installe alors avec sa famille à Aix-en-Provence. La concession est signée en 1844, il crée avec des partenaires financiers la Société du canal Zola. Les travaux commencent en 1847. Il meurt de pneumonie le 27 mars 1847 après avoir dirigé la construction du barrage Zola à Aix-en-Provence.
Les créanciers poursuivent alors la société du canal. En 1851, Mme Aubert se rend à Paris avec son fils pour suivre les actions en justice contre Jules Migeon et les créanciers qui se disputent la Société du canal Zola. Les créanciers font déclarer en banqueroute la société par le tribunal de commerce d'Aix-en-Provence en 1852. Le 10 mai 1853, la Société du canal Zola est bradée aux enchères. Elle est rachetée par ses créanciers et devient Migeon et Compagnie.
Émilie Aubert, sa mère, totalement démunie, s'occupe de l'orphelin avec sa grand-mère, Henriette Aubert. Restée proche de son fils jusqu'à sa mort en 1880, elle a fortement influencé son œuvre et sa vie quotidienne.
Au collège à Aix-en-Provence, il se lie d'amitié avec Jean-Baptistin Baille, et surtout Paul Cézanne qui reste son ami proche jusqu'en 1886. Ce dernier l'initie aux arts graphiques, et plus particulièrement à la peinture.
Dès sa prime jeunesse, Émile Zola est passionné par la littérature. Il accumule les lectures et envisage très tôt le projet d'écrire à titre professionnel. Il considère dès son plus jeune âge l'écriture comme sa véritable vocation. En sixième, il rédige déjà un roman sur les croisades. Ses amis d'enfance Paul Cézanne et Jean Baptistin Baille sont ses premiers lecteurs. Il leur affirme plusieurs fois, dans ses échanges épistolaires, qu'il sera un jour un écrivain reconnu.

### Vie de bohème (1858-1862)
Émile Zola quitte Aix-en-Provence en 1858 et rejoint sa mère à Paris, pour y vivre dans de modestes conditions, espérant trouver le succès. Petit à petit, il se constitue un petit cercle d'amis, majoritairement aixois d'origine. Il complète sa culture humaniste en lisant Molière, Montaigne et Shakespeare, mais pas encore Balzac qui ne l'inspirera que plus tardivement. Il est aussi influencé par des auteurs contemporains, comme Jules Michelet, source de ses inspirations scientifiques et médicales.
Zola est recalé par deux fois au baccalauréat ès sciences en 1859 après avoir été scolarisé au lycée Saint-Louis. La première année, il avait manqué deux mois de cours après le décès de son père ; il réussit les épreuves écrites, mais échoue aux oraux. L'année suivante, il rate les écrits. Ces échecs marquent profondément le jeune homme qui se désespère d'avoir déçu sa mère. Il est aussi conscient que, sans diplôme, il va au-devant de graves difficultés matérielles.
Le premier amour de Zola, dont il s'est entiché pendant l'hiver 1860-1861, s'appelle Berthe. Le jeune homme la surnomme lui-même « une fille à parties », c'est-à-dire une prostituée. Il conçoit le projet de « la sortir du ruisseau », en essayant de lui redonner goût au travail, mais cet idéalisme se heurte aux dures réalités de la vie des bas quartiers parisiens. Il tire toutefois de cet échec la substance de son premier roman, La Confession de Claude.
D'autres passions s'expriment à ce moment de sa vie. En effet, le monde de la peinture fascine Zola, très proche du mouvement impressionniste, avec des peintres qu'il a sans cesse défendus dans ses chroniques. Il gagne l'amitié d'Édouard Manet, qui le représente plusieurs fois dans ses œuvres ; grâce à lui, Zola fait la connaissance de Stéphane Mallarmé. En 1863, avec Cézanne son ami d'enfance, ils rendent visite à Camille Pissarro dans son atelier de La Varenne. Il est également proche d'Auguste Renoir, d'Alfred Sisley et de Johan Barthold Jongkind.
Pendant des dizaines d'années, Cézanne aura une place à part. Le peintre et l'écrivain se côtoient, échangent une correspondance riche et s'entraident même financièrement. Mais avec le temps, et surtout la publication de L'Œuvre, roman dans lequel l'artiste croit se reconnaître dans le personnage du peintre raté Claude Lantier, leur amitié s'éteint. Cézanne adresse sa dernière lettre à l'écrivain en 1886, et ils ne se reverront jamais plus.

### À la découverte de l'édition (1862-1865)

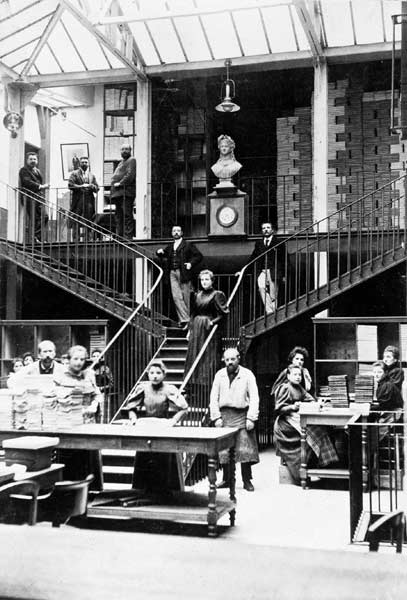
Le service des expéditions de la librairie Hachette.

Ayant échoué au baccalauréat, Émile Zola affronte sans qualification le marché du travail et entre comme employé aux écritures aux docks de la douane en avril 1860. Insatisfait, il démissionne au bout de deux mois et connaît une longue période sans emploi, difficile moralement et financièrement, jusqu'au moment où il parvient à entrer en contact avec Louis Hachette, qui l'embauche comme commis dans sa librairie le 1er mars 1862. Il est naturalisé français le 31 octobre 1862. Apprécié et multipliant les contacts avec le monde littéraire, il reste quatre ans au service de publicité chez Hachette, où il occupe finalement un emploi équivalent à celui des attachés de presse modernes.
À la librairie Hachette, l'idéologie positiviste et anticléricale le marque profondément. Il y apprend de plus toutes les techniques du livre et de sa commercialisation. Travaillant avec acharnement pendant ses loisirs, il parvient à faire publier ses premiers articles et son premier livre, édité par Hetzel : Les Contes à Ninon (en 1864).

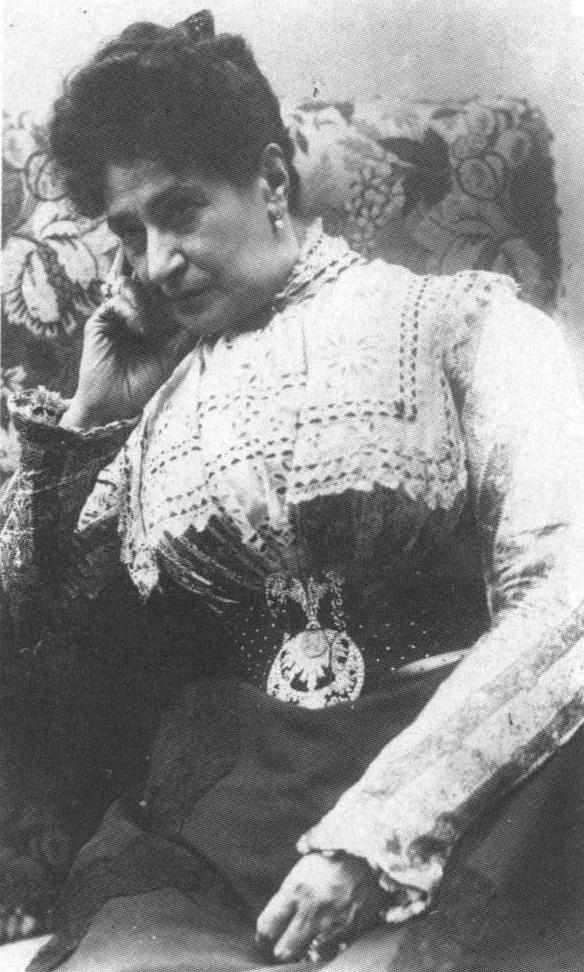
Alexandrine Zola, femme d'Émile Zola vers 1900.

À la fin de 1864, Zola fait la connaissance d'Éléonore Alexandrine Meley, qui se fait appeler Gabrielle. Ce prénom aurait été celui de sa fille naturelle qu'à dix-sept ans elle a été forcée d'abandonner à l'Assistance publique, lourd secret qu'elle révéla certainement à Zola après leur mariage,. Née le 23 mars 1839 à Paris, Alexandrine est la fille d'une petite marchande de dix-sept ans et d'un ouvrier typographe, né à Rouen. L'écrivain consacre un portrait à sa nouvelle conquête, « L'amour sous les toits », dans Le Petit Journal,.
On ne connaît pas l'origine de cette liaison. Peut-être est-ce le fait du hasard, puisque Émile et Alexandrine habitaient tous deux les hauts de la montagne Sainte-Geneviève. Des rumeurs font état d'une liaison préalable d'Alexandrine avec Paul Cézanne et du fait qu'elle ait pu être modèle pour le groupe de peintres que Zola fréquente, ou encore d'une relation avec un étudiant en médecine. Mais aucune preuve n'étaie ces affirmations.

### Journaliste littéraire (1866-1868)

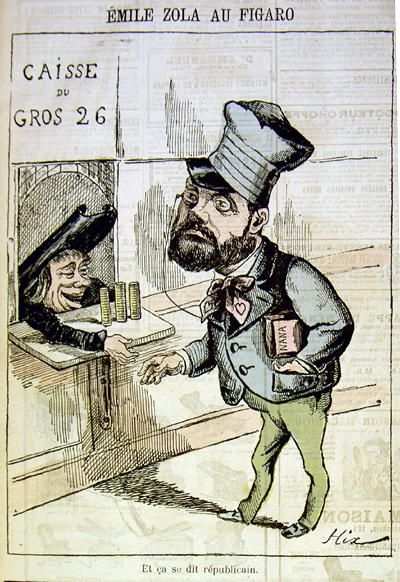
Zola au Figaro, caricature de Hix, dans Le Grelot du 10 janvier 1881.

Dès 1863, Zola collabore épisodiquement, puis régulièrement à partir de 1866, aux rubriques de critique littéraire et artistique de différents journaux. Les quotidiens permettent au jeune homme de publier rapidement ses textes et ainsi de démontrer ses qualités d'écrivain à un large public. C'est pour lui « un levier puissant qui [lui] permet de [se] faire connaître et d'augmenter [ses] rentes ».
Il bénéficie de l'essor formidable de la presse au cours de la seconde moitié du XIXe siècle, qui permet l'émergence immédiate de nouvelles plumes. À tous les apprentis romanciers lui demandant conseil, et jusqu'aux derniers jours de sa vie, l'écrivain recommande de marcher sur ses pas, en écrivant d'abord dans les journaux.
Il fait ses débuts véritables dans des journaux du nord de la France, opposants au Second Empire. Zola met à profit sa connaissance des mondes littéraire et artistique pour rédiger des articles de critique, ce qui lui réussit. Dès 1866, à 26 ans, il tient deux chroniques dans le journal L'Événement. À L'Illustration, il donne deux contes qui rencontrent un certain succès. Dès lors, ses contributions sont de plus en plus nombreuses : plusieurs centaines d'articles dans des revues et journaux très variés. On peut citer les principaux : L'Événement et L'Événement illustré, La Cloche, Le Figaro, Le Voltaire, Le Sémaphore de Marseille et Le Bien public à Dijon.
À partir de 1865, il quitte sa mère et emménage avec sa compagne dans le quartier des Batignolles, sur la rive droite, à proximité du faubourg Montmartre, le secteur où se situent les principaux organes de presse. Les réticences de Mme Zola mère retardent de cinq ans l'officialisation de cette liaison. C'est aussi une période de vaches maigres, pendant laquelle Alexandrine effectue de menus travaux afin que le couple puisse joindre les deux bouts.
En tant que critique artistique, il loue avec enthousiasme le tableau de Camille Pissarro La Côte du Jalais, Pontoise, présenté au Salon de 1868 et écrit : « C'est la campagne moderne. On sent que l'homme est passé, tournant et coupant la terre… Et "Cette petite vallée, cette colline ont une simplicité et une franchise héroïques. Rien ne serait plus banal s'il n'était si grand. De la réalité ordinaire, le tempérament du peintre a tiré un rare poème de vie et de force.".
Outre la critique (littéraire, artistique ou dramatique), Zola a publié dans la presse une centaine de contes et tous ses romans en feuilletons. Il pratiquait un journalisme polémique, dans lequel il affichait ses haines, mais aussi ses goûts, mettant en avant ses positions esthétiques, mais aussi politiques. Il maîtrise parfaitement ses interventions journalistiques, utilisant la presse comme un outil de promotion de son œuvre littéraire. Pour ses premiers ouvrages, il a en effet rédigé des comptes rendus prêts à l'emploi qu'il a adressés personnellement à toute la critique littéraire parisienne, obtenant en retour de nombreux articles.

### Journaliste politique (1869-1871)

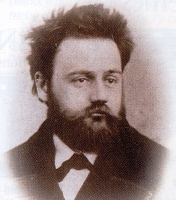
Portrait d'Émile Zola à trente ans en 1870.

C'est au travers de ses interventions dans la presse politique que l'engagement de Zola est le plus marquant. La libéralisation de la presse en 1868 lui permet de participer activement à son expansion. Par des amis de Manet, Zola entre au nouvel hebdomadaire républicain La Tribune, où il met en pratique ses talents de polémiste par l'écriture de fines satires anti-impériales. Mais c'est dans La Cloche que ses attaques les plus acides contre le Second Empire sont publiées. Thérèse Raquin n'a pas enthousiasmé Louis Ulbach, le directeur du journal, mais il admire l'insolence du chroniqueur.
Sur le plan personnel, son mariage avec Alexandrine est finalement célébré le 31 mai 1870 à la mairie du XVIIe arrondissement,, à la veille du conflit franco-prussien. Alexandrine est un soutien indispensable dans les nombreux moments de doute de l'écrivain. Il lui en sera toujours reconnaissant.
L'écrivain n'est pas mobilisé pour la guerre. Il pourrait être intégré à la Garde nationale, mais sa myopie et son statut de soutien de famille (pour sa mère) l'en écartent. Il suit la chute du Second Empire avec ironie.
Alexandrine convainc son mari de fuir Paris avant le siège. Le couple gagne Marseille en septembre 1870. Puis, en décembre, Émile part pour Bordeaux, où siège la délégation gouvernementale. Il essaie auprès d'amis républicains de se faire nommer sous-préfet d'Aix-en-Provence ou de Castelsarrasin. Il n'est finalement engagé que comme secrétaire du ministre Alexandre Glais-Bizoin. Zola n'est ni un homme d'intrigues ni de réseaux.
Les Zola retournent à Paris en mars 1871. Émile reprend son travail à La Cloche, qui est hostile à l'insurrection de la Commune. Celle-ci contrôle Paris à partir du 18 mars. Zola est arrêté le 20 et relâché le 21. En avril, il est scandalisé par l'interdiction de certains journaux par la Commune et, le 10, il est menacé d'être pris comme otage. Les Zola prennent alors la fuite en passant par Saint-Denis, qui est sous le contrôle des Prussiens, et se réfugient à Bennecourt. Ils reviennent à Paris fin mai, après la Semaine sanglante et l'écrasement de la Commune.
Le 3 juin 1871, dans Le Sémaphore de Marseille, Zola écrit à propos du peuple de Paris : « Le bain de sang qu'il vient de prendre était peut-être d'une horrible nécessité pour calmer certaines de ses fièvres. Vous le verrez maintenant grandir en sagesse et en splendeur ».
Courageux, voire téméraire, Zola s'attaque avec dureté aux ténors de l'Assemblée comme Albert de Broglie ou Gabriel de Belcastel. Il vilipende une Chambre peureuse, réactionnaire, « admirablement manipulée par Thiers ». De février 1871 à août 1872, il produit des chroniques parlementaires sous le titre de La République en marche, publiées dans La Cloche et le Sémaphore de Marseille. Elles lui permettent à la fois de se faire connaître du monde politique et d'y fonder de solides amitiés (et inimitiés). Il collecte aussi une foule de détails qu'il utilisera par la suite dans ses romans. Ces engagements sont quelque peu risqués pour l'écrivain. Il tombe deux fois sous le coup de la loi. Mais ces ennuis judiciaires n'ont pas de conséquences et il est chaque fois libéré le jour même.
Zola reste soigneusement à l'écart du monde politique, auprès duquel il sait s'engager, mais avec retenue, recul et froideur. L'action politique ne l'intéresse pas et il n'a jamais été candidat à aucune élection. Il se sait avant tout écrivain, tout en exprimant une attitude de réfractaire. Il agit donc en libre-penseur et en moraliste indépendant, ce qui lui apporte une stature de libéral modéré. Il s'oppose radicalement à l'Ordre moral, notamment dans La Conquête de Plassans, interdit de vente dans les gares par la commission de colportage,, et par la publication de La Faute de l'abbé Mouret, une vive critique de la règle de la chasteté pour le clergé, renforcée alors par la mise en œuvre du culte du mariage par l'Église[pas clair]. Il défend aussi activement les communards amnistiés par les lois de 1879 et 1880, en évoquant les parias de la Révolution de 1848 dans Le Ventre de Paris et en soutenant notamment Jules Vallès afin que celui-ci puisse publier ses textes[réf. souhaitée]. Ce seront les derniers articles politiques de Zola, puisqu'il a entrepris le cycle des Rougon-Macquart qui va l'occuper pendant vingt-deux années.

### Vers le succès littéraire (1872-1877)

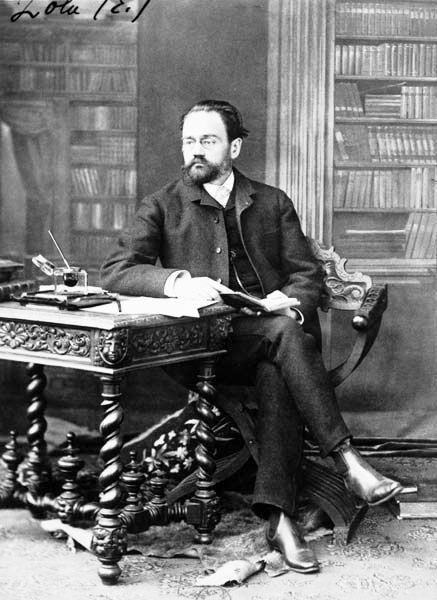
Émile Zola, photographié par Nadar (avant 1880).

Émile Zola est un homme éminemment sociable, multipliant les amitiés de tous ordres et tous milieux, tout en refusant les mondanités. Passionné par ses semblables, il privilégie cependant les amitiés artistiques et littéraires, et fuit les politiques. Dès 1868, et grâce à ses travaux journalistiques, il se lie avec les frères Goncourt, Edmond et Jules. Puis en 1871, il rencontre Gustave Flaubert. Celui-ci, à l'occasion de réunions dominicales, l'introduit auprès d'Alphonse Daudet et Ivan Tourgueniev. Toute sa vie, Zola gardera la nostalgie de ce « petit groupe » dans lequel de « trois à six, on entreprenait un galop à travers tous les sujets, où la littérature revenait chaque fois, le livre ou la pièce du moment, les questions générales, les théories les plus risquées ».
Zola se rapproche aussi de jeunes écrivains comme Guy de Maupassant, Paul Alexis, Joris-Karl Huysmans, Léon Hennique et Henry Céard, qui deviennent les fidèles des soirées de Médan, près de Poissy, où il possède une petite maison de campagne, acquise en 1878. C'est le « groupe des six » à l'origine des Soirées de Médan parues en 1880. Le groupe lui offre le célèbre « dîner Trapp » le 16 avril 1877.
La puissance de travail du romancier a fini par porter ses fruits. Pendant cette période, Zola publie en effet un roman par an, de multiples collaborations journalistiques, ainsi que des pièces de théâtre et Les Nouveaux Contes à Ninon. Connaissant depuis de longues années d'importantes difficultés sur le plan financier, il voit sa situation commencer à se stabiliser à la suite de l'énorme succès constitué par la publication de L'Assommoir en 1877. Dès ce moment, ses revenus annuels oscillent entre quatre-vingts et cent mille francs,.
Zola n'est pas fortuné à proprement parler, puisqu'après avoir eu sa mère à charge et ses deux foyers, les baisses de ventes de ses romans consécutives à ses engagements politiques l'amènent une fois ou l'autre à la gêne financière. Mais celle-ci n'est le plus souvent que momentanée, et il sera à l'abri de toute difficulté jusqu'à sa mort. Ses romans publiés en feuilletons lui rapportent mille cinq cents francs en moyenne et ses droits d'auteurs cinquante centimes par volume vendu. Il tire aussi des revenus importants de l'adaptation de ses romans au théâtre ainsi que de leurs nombreuses traductions. En quelques années, les revenus annuels de Zola augmentent rapidement, au point d'atteindre des montants de l'ordre de cent cinquante mille francs autour de 1895,.

### Maître du naturalisme (1878-1885)

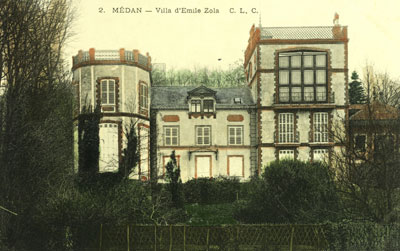
En 1878, grâce au succès de L'Assommoir, Zola s'offre cette maison de campagne à Médan, qu'il ne cessera d'embellir.

Observateur des hommes et des faits de son temps dans ses romans, Zola n'a cessé de s'engager dans des causes sociales, artistiques ou littéraires qui lui semblent justes, sans jamais faire de politique. Le personnel politique lui semble suspect et, avant l'affaire Dreyfus, il n'aura pas d'amis dans ce monde. Républicain convaincu, il s'engage tôt dans un combat contre l'Empire. Les premiers romans du cycle des Rougon-Macquart ont ainsi une visée à la fois satirique et politique. Aussi, la censure dont il est l'objet dès 1871 avec La Curée, au retour de la République, le déçoit-elle profondément. Mais il reste fervent républicain, la république étant pour lui « le seul gouvernement juste et possible ».

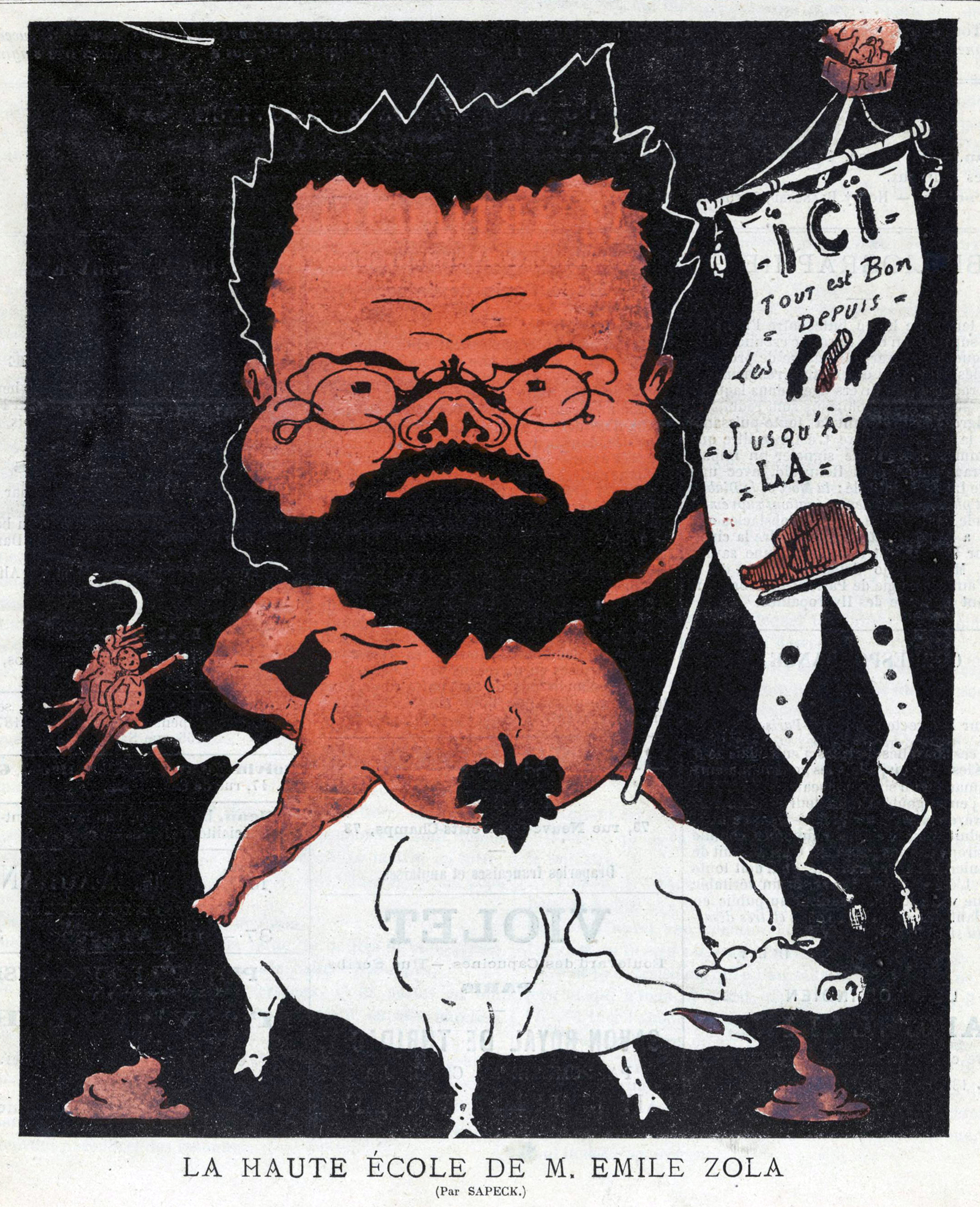
Caricature de Sapeck (1880) illustrant l'immoralité perçue du projet littéraire de Zola, son aspiration à devenir un homme de lettres respecté et son succès dans la corruption d'élèves consentants.

Cette période, qui marque le début d'une certaine reconnaissance professionnelle, est assombrie par plusieurs événements dans la vie d'Émile Zola. L'année 1880 est à ce titre une année très difficile pour l'écrivain. Les décès d'Edmond Duranty, mais surtout de Gustave Flaubert terrassé par une attaque, atteignent profondément le romancier. Ces disparitions, qui se conjuguent avec la perte de sa mère à la fin de la même année, plongent durablement Zola dans la dépression. En 1881, parvenu à l'autonomie financière grâce à la publication régulière des Rougon-Macquart, il cesse son travail de journaliste. À cette occasion, il publie des « adieux » dans lesquels il dresse un bilan de quinze années de combat dans la presse. Il ne reprendra la plume du journaliste, hormis quelques interventions çà et là, qu'à l'occasion de l'affaire Dreyfus en 1897, principalement au Figaro et à L'Aurore. Mais il reste reporter dans l'âme : l'intrigue de Germinal s'inspire des rencontres avec des mineurs et décrit minutieusement l'envolée des actions minières en Bourse de Lille.

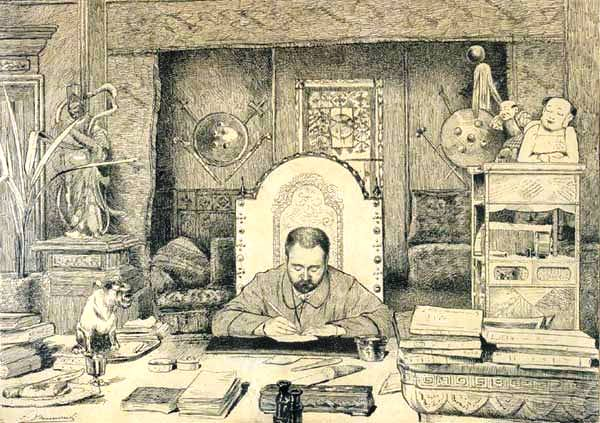
Médan : Émile Zola à sa table de travail, un immense cabinet tendu d'immenses tapisseries, encombré de meubles de tous les temps et de tous les pays (eau forte de Fernand Desmoulin, 1887).

Un des atouts de Zola consiste en sa force de travail et sa régularité, résumées par sa devise qu'il a fait peindre sur la cheminée de son cabinet de travail à Médan : « Nulla dies sine linea. » Sa vie obéit pendant plus de trente ans à un emploi du temps très strict, bien que sa forme ait varié dans le temps, notamment à l'époque où il conjuguait le journalisme avec l'écriture de romans. En général, à Médan, après un lever à sept heures, une rapide collation et une promenade d'une demi-heure en bord de Seine avec son chien Pinpin, il enchaîne sa première séance de travail, qui s'étend sur environ quatre heures, et produit cinq pages. L'après-midi est consacré à la lecture et à la correspondance, qui tient une large place chez Zola. Sa correspondance est notamment l’occasion pour lui de s’exprimer sur ses contemporains et d’esquisser le portrait de plusieurs d’entre eux. À la fin de sa vie, il modifie cet ordre immuable pour consacrer plus de temps à ses enfants, les après-midi, reportant une partie de ses activités en soirée et dans la nuit.

### Achèvement desRougon-Macquart(1886-1893)

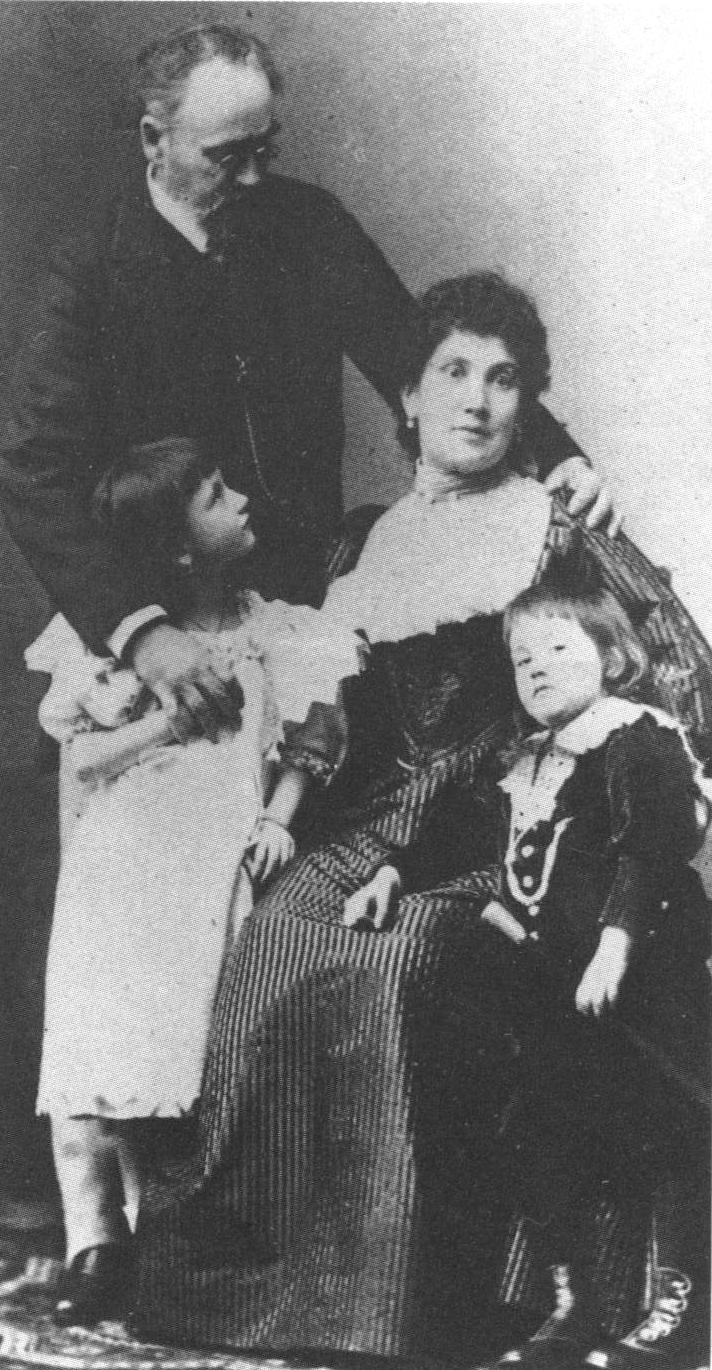
Cliché d'Émile Zola en compagnie de Jeanne Rozerot et de leurs deux enfants, Denise et Jacques.

En 1888, alors que Zola s'interroge sur le sens de son existence à la veille de la cinquantaine, sa vie bascule brutalement. N'avait-il pas soufflé à Goncourt : « Ma femme n'est pas là… Eh bien, je ne vois pas passer une jeune fille comme celle-ci sans me dire : “Ça ne vaut-il pas mieux qu'un livre ?” »
C'est à cette époque que Jeanne Rozerot, jeune femme de vingt et un ans, est engagée par Alexandrine Zola pour entrer au service des Zola à Médan. Alexandrine s'entiche de cette jeune femme qui est lingère comme elle l'a été elle-même. Originaire du Morvan, orpheline de mère, Jeanne est « montée » à Paris pour se placer. Elle accompagne les Zola à la fin de l'été, lors des vacances du couple à Royan. Le romancier en tombe immédiatement éperdument amoureux. Il conçoit pour elle un amour d'autant plus fort qu'elle lui donne les deux enfants qu'il n'a jamais pu avoir avec sa femme Alexandrine. Jeanne élève Denise, née en 1889, et Jacques, né en 1891, dans le culte de leur père. Pour autant, celui-ci n'abandonne pas la compagne de sa jeunesse. L'idylle demeure secrète pendant trois ans, seuls quelques très proches amis de l'écrivain étant au courant. Zola installe sa maîtresse dans un appartement parisien et lui loue une maison de villégiature à Verneuil, à proximité de Médan, où il se rend à vélo.
Alexandrine Zola apprend l'infidélité de son époux vers le mois de novembre 1891, et l'existence des deux enfants, par le biais probable d'une lettre anonyme. La crise est grave pour le couple qui passe au bord du divorce. Mais cette révélation est aussi un soulagement pour le romancier, après trois ans de secrets et de mensonges. Contre l'assurance que son mari ne l'abandonnera pas, Alexandrine se résigne à cette situation, tandis que Jeanne accepte son statut de « femme cachée ». La femme de Zola s'occupe même des enfants, leur offrant des présents, les promenant de temps à autre, reportant sur eux un amour maternel dont elle a été privée. Après la mort de l'écrivain, elle fera reconnaître les deux enfants, afin qu'ils puissent porter le nom de leur père. Le 4 mai 1907, ils sont autorisés par décret à substituer à leur nom Rozerot celui de Émile-Zola.
Zola essaye ainsi, tant bien que mal, d'organiser sa double vie en partageant son temps entre Alexandrine et Jeanne. En juillet 1894, il écrit : « Je ne suis pas heureux. Ce partage, cette vie double que je suis forcé de vivre finissent par me désespérer. J'avais fait le rêve de rendre tout le monde heureux autour de moi, mais je vois bien que cela est impossible. »

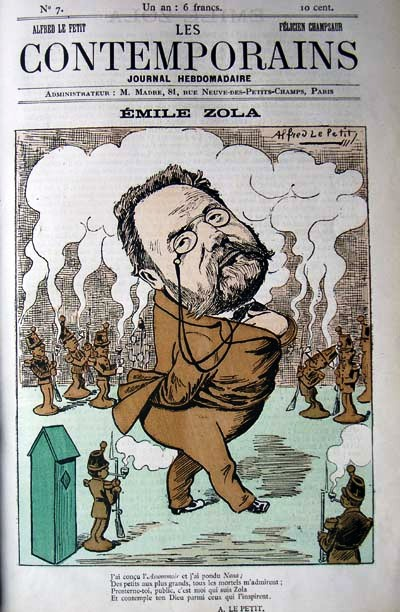
Caricature politique de Zola par Lepetit dans Le Contemporain (1887).

Déjà, en son temps, l'immense succès de Thérèse Raquin avait agacé Daudet et les Goncourt. Avec la réussite, et surtout les scandales, d'autres grandes amitiés de l'écrivain se distendent. Des campagnes de presse sont lancées contre Zola, notamment avec un pamphlet publié dans Le Figaro en 1887 : le Manifeste des cinq. Cinq romanciers d'inspiration naturaliste et proches de Daudet et Goncourt, opèrent une attaque en règle contre l'écrivain et La Terre, son nouveau roman en cours de parution dans la presse. Ils lui reprochent violemment ses faiblesses documentaires, « la niaiserie de ses leçons d'hérédité », « le superficiel dans l'observation », « le discours décadent », en affirmant que « le maître est descendu au fond de l'immondice ». Zola décide de ne pas répondre, mais la presse se fait globalement le défenseur de l'écrivain. Les relations entre Zola, Goncourt et Daudet se refroidissent dès lors,.
Avec le succès viennent les honneurs. Zola a accepté la croix de la Légion d'honneur à condition d'être dispensé de la demande écrite officielle. Après de nombreuses tergiversations, liées à des articles sévères du romancier sur ses confrères écrivains dans la presse, en 1878, Édouard Lockroy lui accorde cette décoration. L'écrivain est donc fait chevalier de la Légion d'honneur le 13 juillet 1888, au grand dam encore une fois des Goncourt et d'Alphonse Daudet, mais aussi de ses proches, voire de son ami Paul Alexis. Octave Mirbeau intitule même un article sur Zola à la une du Figaro : « La fin d'un homme. » Le 13 juillet 1893, Raymond Poincaré le fait officier de la Légion d'honneur. Mais, en raison de sa condamnation consécutive à « J'accuse… ! », Zola est suspendu de l'ordre de la Légion d'honneur le 26 juillet 1898 et n'y sera jamais réintégré.

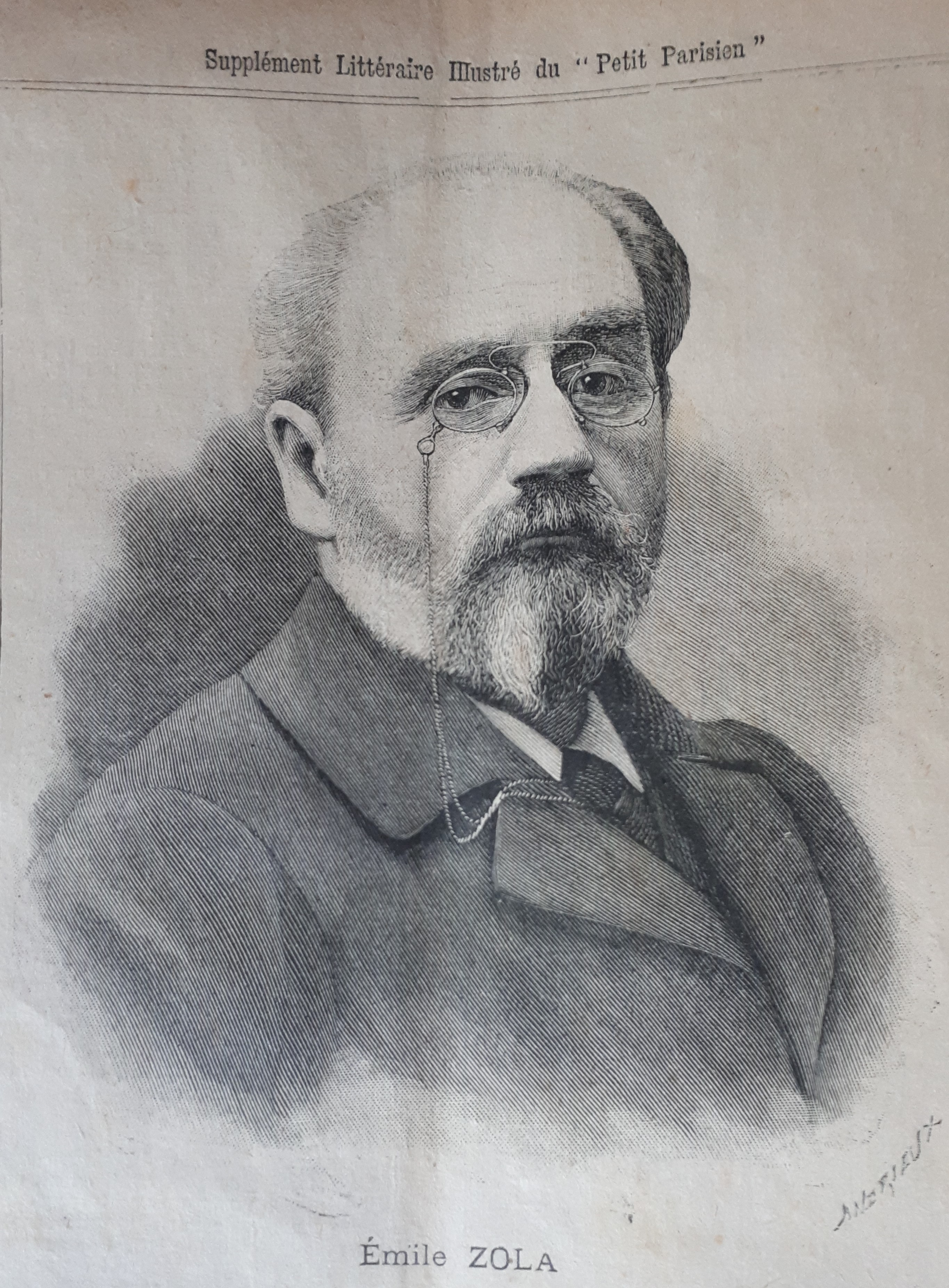
Dessin représentant Émile Zola (1894).

Par ailleurs, il est présenté à la Société des gens de lettres par Alphonse Daudet en 1891 et accueilli en son sein « exceptionnellement par acclamation et à main levée à l'unanimité ». Il est élu au comité, puis élu et réélu président de l'association de 1891 à 1900. Il exerce très sérieusement ses fonctions : il intervient dans la presse pour présenter son organisation et ses valeurs, il fait reconnaître la société comme établissement d'utilité publique, le droit de la propriété littéraire et la défense des auteurs en France progressent sous son autorité, des conventions sont signées avec des pays étrangers, comme la Russie.

### Affaire Dreyfus (1894-1899)
Les campagnes de haine antisémite, de plus en plus virulentes dans la France des années 1890, incitent Émile Zola à s’engager en faveur des Juifs. En une du Figaro, le 16 mai 1896, il écrit : « Il y a une poignée de fous, d’imbéciles ou d’habiles qui nous crient chaque matin : « Tuons les Juifs, mangeons les Juifs, massacrons, exterminons, retournons aux bûchers et aux dragonnades. […] Rien ne serait plus bête, si rien n’était plus abominable. ». L'année suivante, le romancier s'implique personnellement dans l’affaire Dreyfus. Convaincu de l'erreur judiciaire par Auguste Scheurer-Kestner, il publie dans Le Figaro une série d'articles dont le premier, intitulé « M. Scheurer-Kestner » (25 novembre 1897), affirme dans sa conclusion : « La vérité est en marche, rien ne l'arrêtera plus ». Il prend à nouveau position dans les articles intitulés « Le Syndicat » (1er décembre) et « Procès verbal » (5 décembre).

#### «J'accuse…!»

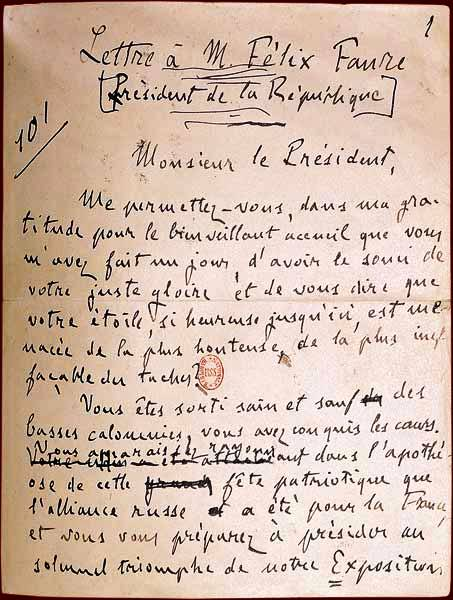
Première des 32 pages autographes du manuscrit de « J'accuse… ! », janvier 1898.

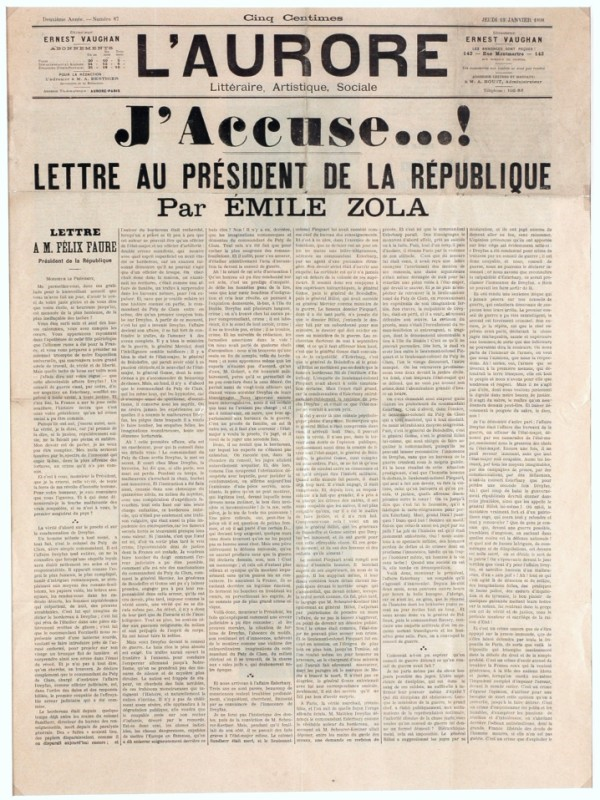
« J'accuse… ! » à la une du journal L'Aurore.

L'analyse du dossier a convaincu Zola non seulement de l'innocence de Dreyfus, mais également de l'existence d'une collusion au sein de l'état-major de l'armée pour empêcher la vérité d'éclater. Dès la fin 1897, il prépare un résumé de l'Affaire. Le Figaro ayant refusé ses derniers articles afin de conserver son lectorat le plus conservateur, Zola se tourne vers L’Aurore, un tout récent journal progressiste fondé par Ernest Vaughan. Le 13 janvier 1898, quarante-huit heures après le verdict d'acquittement de Ferdinand Walsin Esterhazy, l'écrivain publie sa synthèse sous la forme d'une lettre ouverte au président de la République, Félix Faure. Georges Clemenceau, éditorialiste de L’Aurore, trouve pour l'article un titre ramassé et percutant : « J'accuse… ! ». Bien qu'historiquement imprécis, « J'accuse… ! » révèle pour la première fois au public l'affaire Dreyfus dans sa globalité.
Le retentissement de l'article est considérable en France comme dans le monde. En accusant nommément les protagonistes de l'Affaire, Émile Zola s'expose volontairement à des poursuites judiciaires afin que la justice civile se saisisse des débats et que « l'enquête ait lieu au grand jour ». La réaction du gouvernement ne se fait pas attendre, avec l'assignation d'Émile Zola pour diffamation.

#### Procès Zola

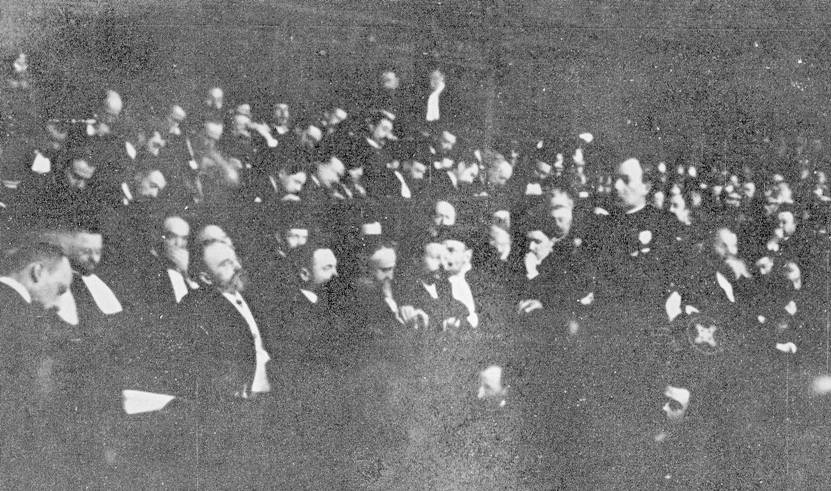
9 février 1898. Déposition du général Auguste Mercier. Zola observe.

Le ministre ne retient que trois passages de l'article,, soit dix-huit lignes sur plusieurs centaines. Le procès s'ouvre dans une ambiance de grande violence. Fernand Labori, l'avocat de Zola, fait citer environ deux cents témoins. Ce procès est le lieu d'une véritable bataille juridique, dans laquelle les droits de la défense sont sans cesse bafoués. De nombreux observateurs prennent conscience de la collusion entre le monde politique et les militaires. À l'évidence, la Cour a reçu des instructions pour que la substance même de l'erreur judiciaire ne soit pas évoquée. La phrase du président Delegorgue : « La question ne sera pas posée », répétée des dizaines de fois, devient célèbre. Toutefois, l'habileté de Fernand Labori permet l'exposition de nombreuses irrégularités et incohérences, et force les militaires à en dire plus qu'ils ne l'auraient souhaité.
Zola est condamné à un an de prison et à 3 000 francs d'amende, la peine maximale (soit, avec les frais, 7 555,25 francs), qu'Octave Mirbeau paie de sa poche le 8 août 1898.
Le 2 avril, une demande de pourvoi en cassation reçoit une réponse favorable. L'affaire est déférée devant les assises de Seine-et-Oise à Versailles. Le 23 mai 1898, dès la première audience, Me Labori se pourvoit en cassation en raison du changement de juridiction.
Le procès est ajourné et les débats repoussés au 18 juillet. Labori conseille à Zola de quitter la France pour l'Angleterre avant la fin du procès, ce que fait l'écrivain. Les accusés sont de nouveau condamnés.

#### Exil à Londres

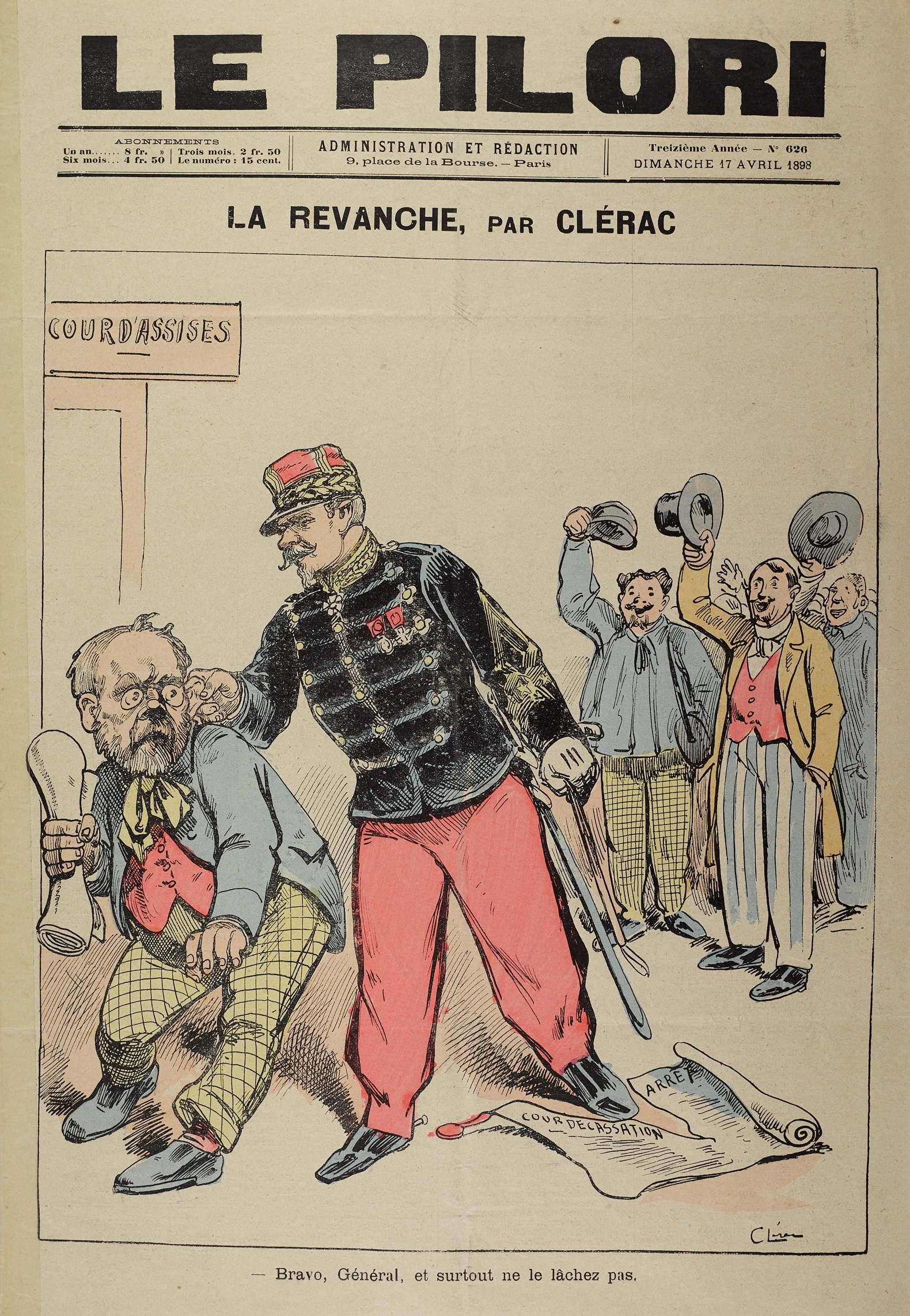
Première page du Pilori du 17 avril 1898 avec une caricature anti-dreyfusarde.

On fait donc partir Zola immédiatement au soir du verdict, avant que celui-ci ne lui soit officiellement signifié et ne devienne exécutoire.
À l'image de ceux d'Hugo, Voltaire ou Vallès, cet exil déclenche un important mouvement d'opinion. Le 18 juillet 1898, Zola, seul, prend le train de 21 h 00 pour Calais, sans aucun bagage. Il vit ensuite reclus à Londres, dans le secret et une solitude entrecoupée des visites de ses amis et de sa famille proche. Le suicide du lieutenant-colonel Henry, en août 1898, lui redonne l'espoir d'achever rapidement cet exil. Espoir vain, du fait des lenteurs de la justice. La procédure connaît de nombreux épisodes et s'étend sur tout le premier semestre 1899. La décision, positive, est rendue le 3 juin et, le lendemain, l'écrivain rentre à Paris, au terme de onze mois d'exil, avec Fécondité, son dernier roman achevé le 28 mai précédent.

#### Émile Zola dans la révision et le second conseil de guerre

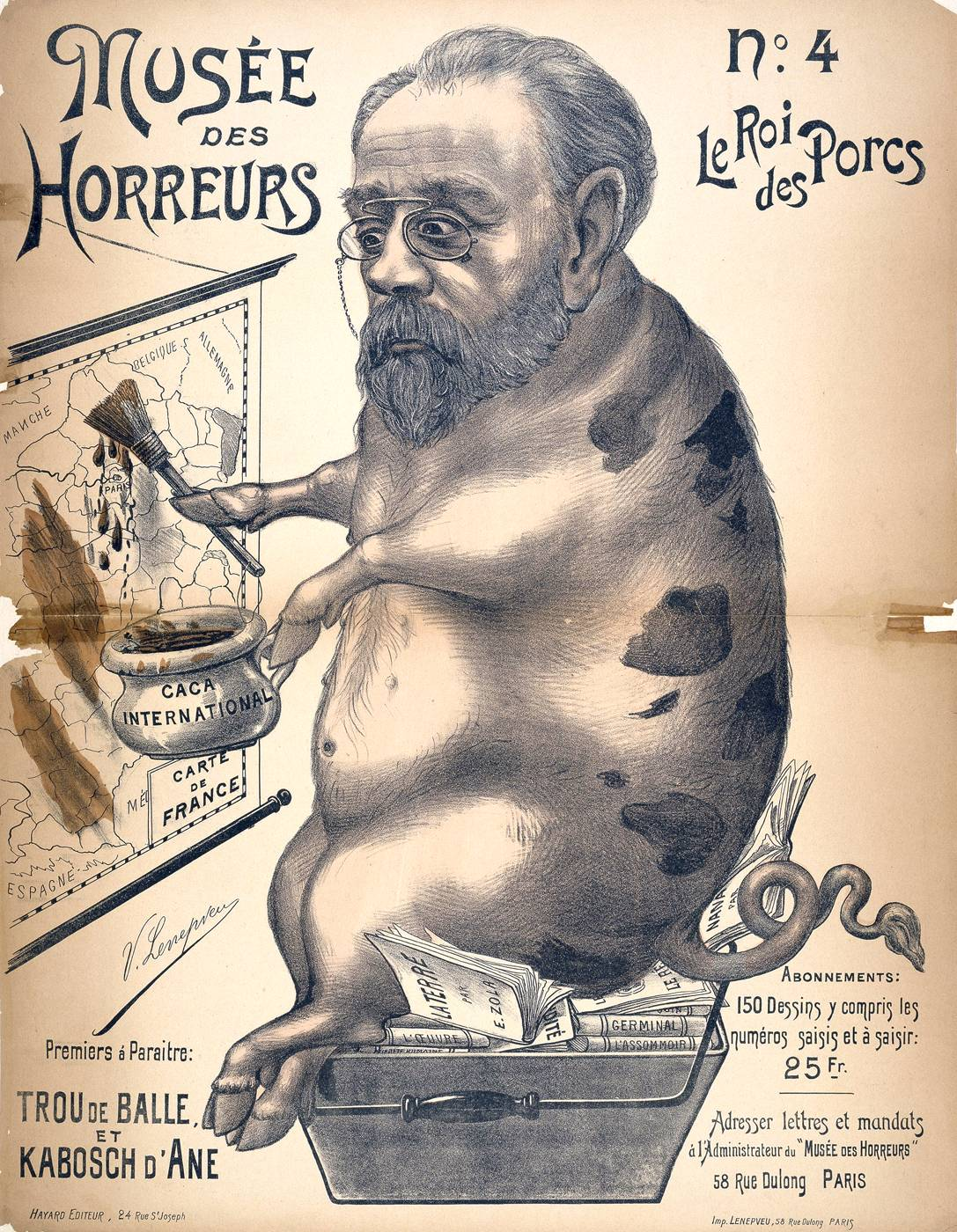
Le roi des porcs, caricature ordurière représentant Émile Zola dans le Musée des Horreurs.

Le jugement de 1894 est finalement cassé, le capitaine Dreyfus étant renvoyé devant un nouveau conseil de guerre à Rennes. La première action de Zola est d'écrire à Alfred Dreyfus, un peu après le retour de celui-ci en France métropolitaine, le 30 juin 1899. Dans une lettre de quatre pages, il s'explique sur son léger retard :

« Capitaine, si je n'ai pas été l'un des premiers, dès votre retour en France, à vous écrire toute ma sympathie, toute mon affection, c'est que j'ai craint que ma lettre ne reste pour vous incompréhensible. Et j'ai voulu attendre que votre admirable frère vous ait vu et vous ait dit notre long combat. »

Entre-temps, l'écrivain a pris sa décision. Afin de ne pas hypothéquer les chances de succès au conseil de guerre de Rennes, Zola n'interviendra pas publiquement. Le procès s'ouvre le 7 août 1899 dans la salle des fêtes du lycée de Rennes. Fernand Labori, l'un des avocats de Dreyfus, est l'objet à Rennes d'une tentative d'assassinat qui l'écarte des débats pendant près d'une semaine. Zola lui apporte plusieurs témoignages d'affection, Labori ayant été son défenseur aux assises. Un verdict de culpabilité, avec circonstances atténuantes, est rendu le 9 septembre. Dans L'Aurore du 12 septembre, Zola explose :

« Je suis dans l'épouvante, […] la terreur sacrée de l'homme qui voit l'impossible se réaliser, les fleuves remonter vers leurs sources, la terre culbuter sous le soleil. Et ce que je crie, c'est la détresse de notre généreuse et noble France, c'est l'effroi de l'abîme où elle roule. »

Le gouvernement décide finalement de gracier Dreyfus, du fait de son état de santé. Le dernier combat de Zola en faveur d'Alfred Dreyfus sera de contester la loi d'amnistie prévue par la Chambre des députés afin d'absoudre l'ensemble des acteurs de l'affaire.

#### Conséquences de l'engagement
Les conséquences de l'engagement de Zola ont été à la fois positives et négatives pour l'écrivain. Il apparaît évident que « J'accuse… ! » a totalement relancé l'affaire et lui a donné une dimension sociale et politique qu'elle n'avait pas jusqu'alors. Zola sort donc de ses démêlés judiciaires avec une stature de justicier et de défenseur des valeurs de tolérance, justice et vérité pour toute une frange de la population. Mais cet engagement coûte aussi très cher au romancier. Sur le plan financier, tout d'abord, la justice fait saisir ses biens et les vend aux enchères. Alors que le dreyfusisme s'exposait d'abord sous un jour immatériel pour les nationalistes anti-dreyfusards, ceux-ci trouvent en Zola leur tête de Turc. Il concentre dès lors toutes les attaques et incarne à lui seul le traître à la patrie et à l'armée. C'est ainsi que, dès 1898, l'écrivain est l'objet d'un torrent d'articles satiriques, de caricatures, de chansons et de livrets le traînant dans la boue, l'insultant, le diffamant. Dans certains journaux, il est même l'objet d'attaques quotidiennes.
Jamais Zola n'a regretté son engagement, quel qu'en ait été le prix. Il a écrit dans ses notes : « Ma lettre ouverte [« J'accuse… ! »] est sortie comme un cri. Tout a été calculé par moi, je m'étais fait donner le texte de la loi, je savais ce que je risquais. »

### Dernières années (1899-1902)
Malgré la nouvelle condamnation d'Alfred Dreyfus, qui l'affecte profondément, Zola se consacre toujours à l'écriture. Il entame la création d'un nouveau cycle, Les Quatre Évangiles, dont le premier volume, Fécondité, est publié en 1899. Travail suit en 1901 au moment même où disparaît son ami de toujours, Paul Alexis. Vérité paraît à titre posthume. Et Justice ne paraîtra jamais, l'ouvrage étant resté à l'état d'ébauche au moment de la mort de l'écrivain.
L'autre occupation de Zola à l'automne de sa vie, c'est la photographie. Il est fasciné par l'exposition universelle de 1900, qu'il photographie sous toutes les coutures, laissant un impressionnant reportage photographique pour l'histoire.
Émile Zola a livré un unique combat pour les honneurs, celui qu'il a mené afin d'intégrer l'Académie française. Jeune, il l'avait qualifiée de « serre d'hivernage pour les médiocrités qui craignent la gelée ». Vingt ans plus tard, il pose sa première candidature. Il affirme, après son premier échec en 1890, « qu'il reste candidat et sera candidat toujours ». Jusqu'à sa dernière candidature le 23 août 1897, qui échoue en 1898, l'écrivain brigue dix-neuf fois le fauteuil d'Immortel (vingt-quatre fois selon l'académicien Dominique Fernandez dans sa réponse au discours de réception de Danièle Sallenave le 29 mars 2012, vingt-cinq fois selon le site de l'Académie française qui précise qu'« il battra les records d’obstination »). Le 28 mai 1896, il obtient son record de voix avec seize suffrages, alors que la majorité est fixée à dix-sept voix. Comprenant que son engagement dans l'affaire Dreyfus lui ferme définitivement les portes de l'Académie française, il renonce ensuite à se présenter.

### Mort

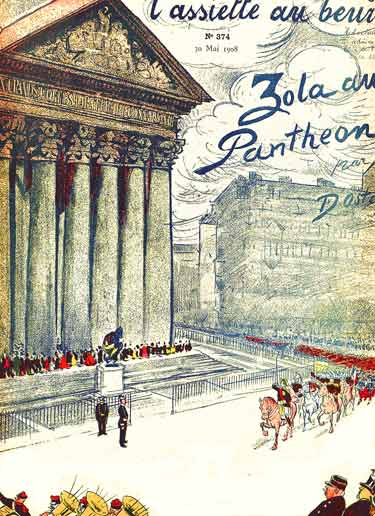
Dessin sur la une de L'Assiette au Beurre du 30 mai 1908.

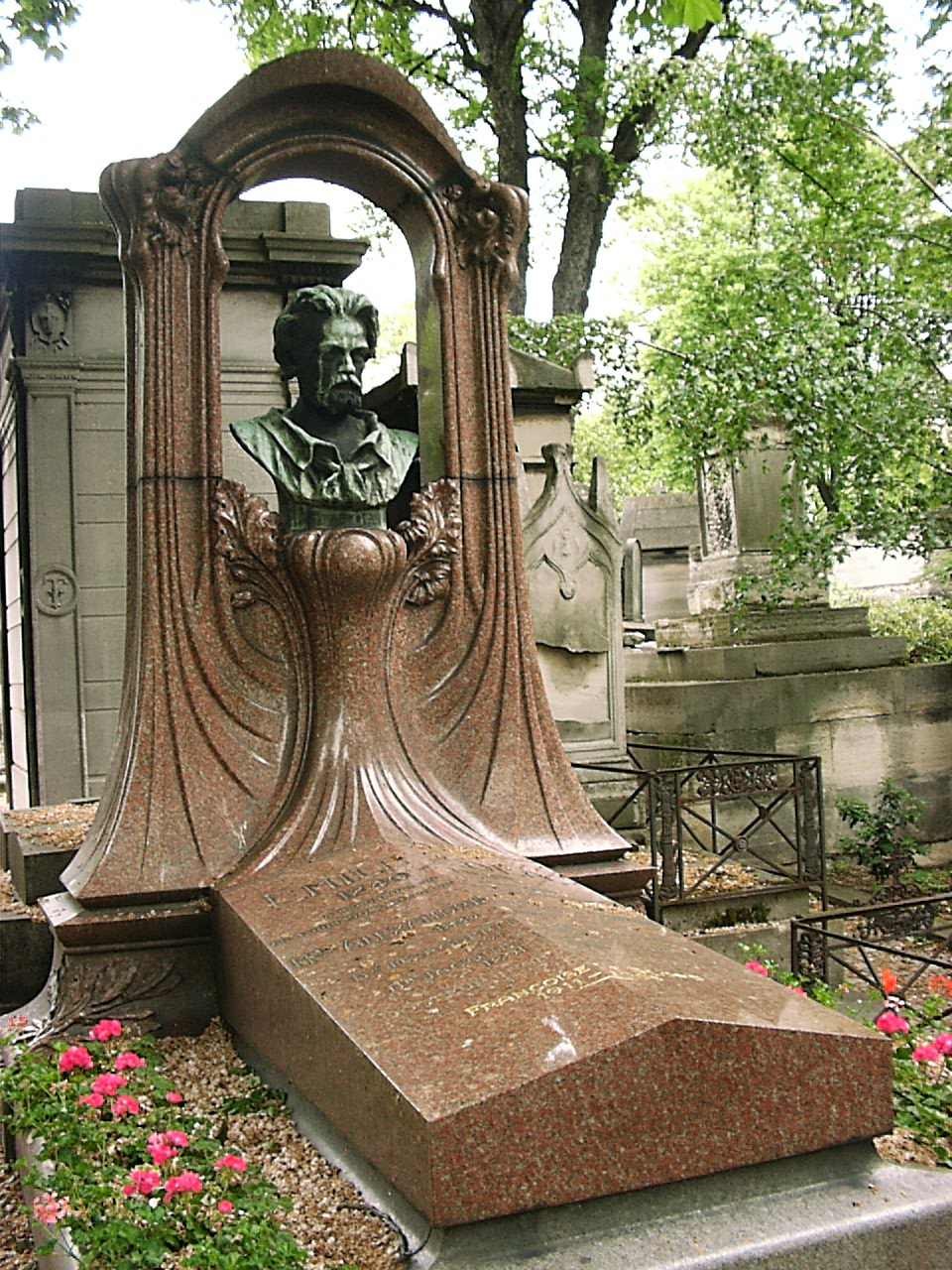
Tombe de Zola au cimetière de Montmartre : monument (devenu cénotaphe) en porphyre rouge de Frantz Jourdain surmonté d'un buste en bronze de Philippe Solari, inauguré le 21 mars 1904.

Le 29 septembre 1902, de retour de Médan où il avait passé l'été, Émile Zola et son épouse Alexandrine sont intoxiqués, dans la nuit, par la combustion lente résiduelle d'un feu couvert, produite par la cheminée de leur chambre dans leur appartement au 21 bis, rue de Bruxelles (Paris 9e). Lorsque les médecins arrivent sur place, il est trop tard. Émile Zola meurt vers 9 h du matin. En revanche, son épouse survit.
Le retentissement de la mort d'Émile Zola est immense. La presse se fait l'écho de l'émotion qui gagne la population entière. La presse nationaliste et antisémite exulte ; ainsi, le journal La Libre Parole titre : Scène naturaliste : Zola meurt d'asphyxie. L'émotion gagne l'étranger où de nombreuses cérémonies ont lieu en mémoire de l'écrivain français, et les presses germanique, britannique, américaine s'en font largement l'écho. L'hommage est international. Lors des obsèques, Anatole France, qui avait insisté pour évoquer toutes les facettes de l'écrivain, y compris ses combats pour la justice, déclare : « Il fut un moment de la conscience humaine. » Une délégation de mineurs de Denain accompagne le cortège, scandant « Germinal ! Germinal ! »

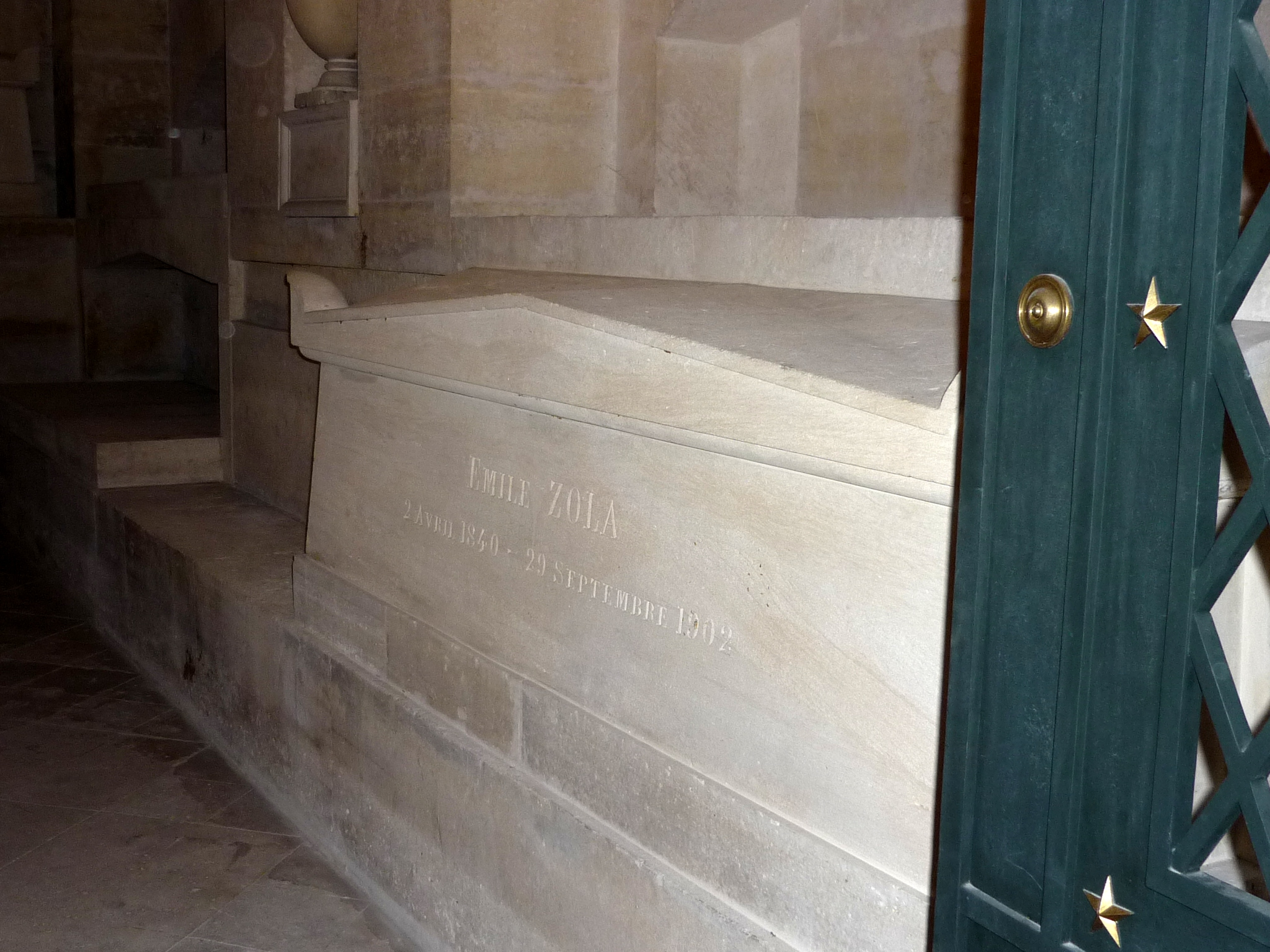
Tombe d'Émile Zola au Panthéon.

D'abord inhumé au cimetière de Montmartre 19e division, les cendres de Zola sont transférées au Panthéon le 4 juin 1908. À la fin de la cérémonie, un journaliste anti-dreyfusard, Louis Grégori, ouvre le feu avec un révolver sur Alfred Dreyfus, qui n'est que légèrement blessé au bras.
Depuis 1985, la maison de Médan est devenue un musée. Chaque année, le premier dimanche d'octobre, un pèlerinage est organisé par la Société littéraire des amis d'Émile Zola.
Le Minutier central des notaires de Paris, département des Archives nationales, conserve plusieurs actes notariés concernant l'écrivain : son testament daté du 1er mai 1877 et un codicille (du 18 juillet 1883) déposé chez son notaire parisien le 3 octobre 1902, un acte de notoriété et un inventaire de ses biens dressé à partir du 20 octobre 1902, actes auxquels s'ajoute la donation effectuée par sa veuve de la propriété de Médan à l'Assistance publique (daté du 23 février 1905). Ces documents sont consultables sous la forme de microfilms cotés aux Archives nationales (site de Paris).

#### Hypothèse d'un assassinat
Le caractère subit et inattendu de la disparition d'Émile Zola avait ouvert la voie à des explications plus ou moins farfelues. Les milieux anti-dreyfusards et nationalistes avaient rapidement propagé la thèse d'un suicide. Les menaces constantes dont le romancier était l'objet ont fait immédiatement penser à l'assassinat, ou de la « malveillance ayant mal tourné » . Après sa mort, l'enquête de police n'avait abouti à aucune conclusion probante et aurait détruit les preuves en tentant de reproduire le feu. Cependant, si des rumeurs sortaient de temps à autre, l'explication officielle de l'accident a été maintenue pendant cinquante ans.

Mais, en 1953, le journal Libération publie dans sa une : Zola a-t-il été assassiné ?. D'après l'enquête du journaliste Jean Bedel, un certain Pierre Hacquin aurait reçu en 1928 les confidences « in articulo mortis » d'un ami mort peu après, Henri Buronfosse. Celui-ci, un fumiste, par ailleurs membre de la Ligue des patriotes, aurait bouché le conduit de cheminée de l'écrivain la veille de sa mort alors qu'il travaillait sur une cheminée voisine, sur ordre des anti-dreyfusards,, et l'aurait débouché le lendemain sans avoir été aperçu.

## Œuvre littéraire

### Du réalisme au naturalisme
« Notre héros, écrit Zola, n'est plus le pur esprit, l'homme abstrait du XVIIIe siècle. Il est le sujet physiologique de notre science actuelle, un être qui est composé d'organes et qui trempe dans un milieu dont il est pénétré à chaque heure. »

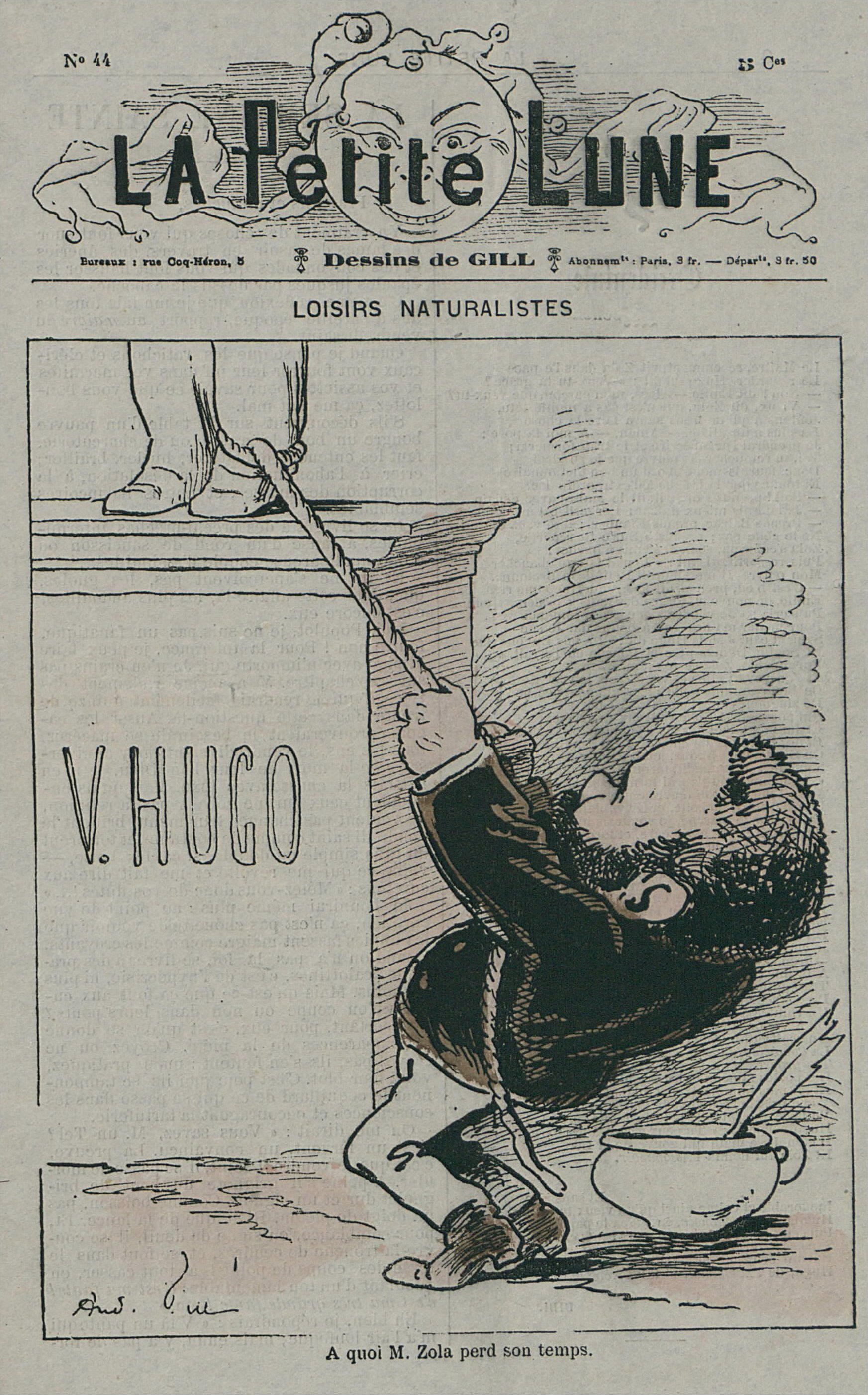
Journal La Petite Lune d'avril 1879. La critique du romantisme par Zola attire les caricaturistes.

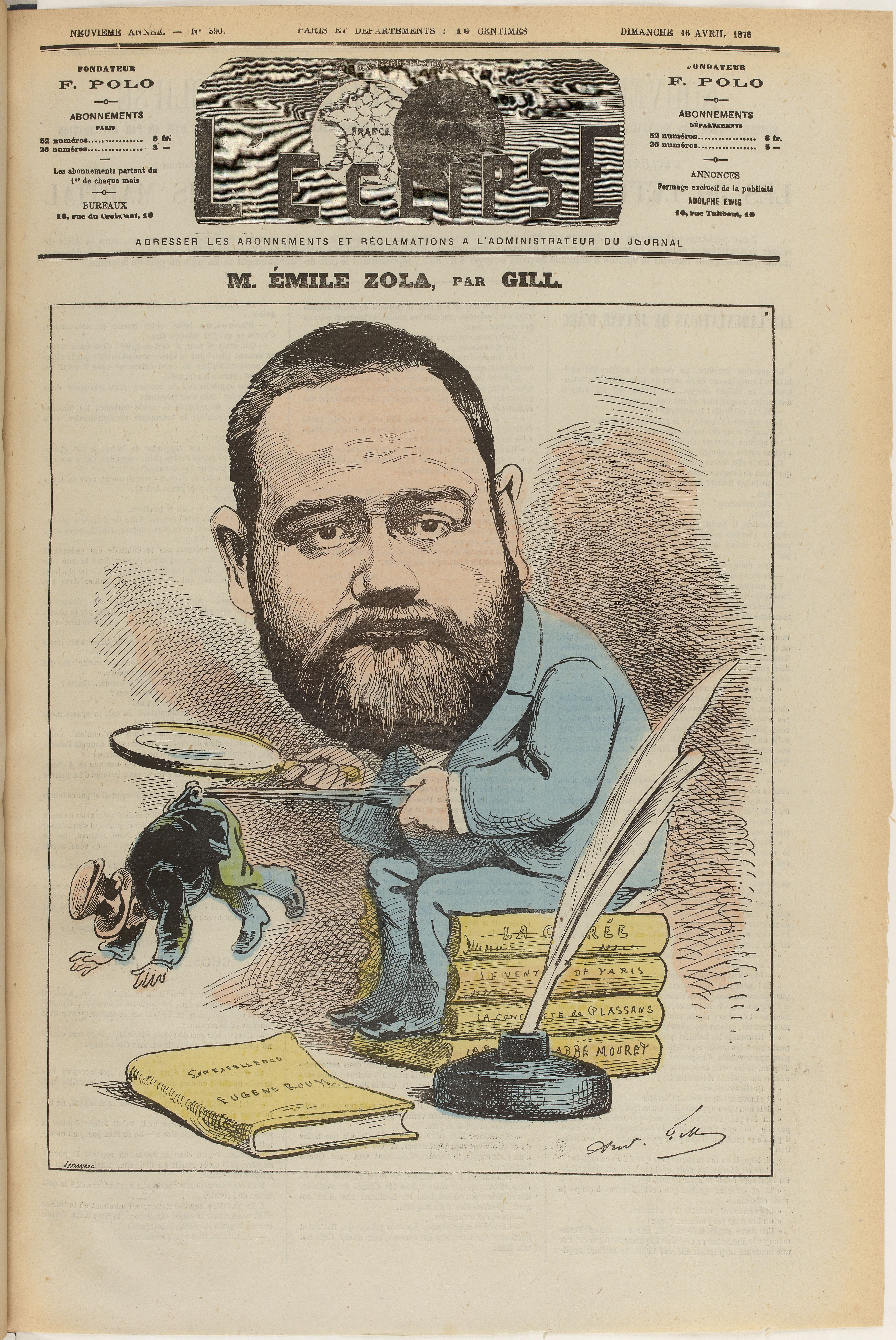
Caricature de Gill (16 avril 1876) représentant Zola en écrivain muni d'une loupe et de pincettes.

Naturalisme : au début du XVIIIe siècle, ce dérivé savant de « naturel » distinguait le système symbolique d'interprétation de phénomènes naturels. L'expression « naturalisme » s'employa plus tard dans le cadre de théories excluant une cause surnaturelle. Au XVIIIe siècle, on utilise aussi ce mot dans le vocabulaire scientifique pour désigner le caractère naturel d'un phénomène. Ce terme tomba en désuétude jusqu'en 1857, au moment où la Revue moderne publia une critique. Celle-ci qualifia la peinture de Gustave Courbet de naturaliste, dans le sens de « peintre de la nature réaliste ».
Henri Mitterand distingue deux périodes dans le naturalisme théorique de Zola, qu'il situe au carrefour du romantisme (Jules Michelet et Victor Hugo), dont il a été imprégné par ses lectures de jeunesse, et du positivisme, qu'il a pratiqué à la librairie Hachette (Taine et Littré). La première époque court de 1866 à 1878, avec un point de départ posé par la publication de Mes haines. Zola s'y veut moderniste, révolutionnaire dans l'âme, en réaction. Il rejette le romantisme démodé « comme un jargon que nous n'entendons plus ». Au Congrès scientifique de France en 1866, Zola adresse un mémoire qui compare le roman naturaliste à l'épopée. L'écrivain y affirme que le genre épique est spécifique à la Grèce antique, et ce lien nécessaire entre un genre littéraire et un contexte spécifique donné manifeste clairement un déterminisme littéraire proche de celui de Taine. Cette démarche critique est ainsi définie par le philosophe : « la race, le milieu, le moment et la faculté maîtresse ». Mais Zola se distingue de Taine en affirmant la prédominance du tempérament. C'est la différence principale entre le réalisme de Taine et le naturalisme. Ainsi, pour l'écrivain, « une œuvre d'art est un coin de la création vu à travers un tempérament ».
Après 1878 et la lecture de Claude Bernard, Zola introduit la notion de méthode expérimentale, afin que la littérature « obéisse à l'évolution générale du siècle ». Zola applique cette définition à la technique romanesque transformée « en étude du tempérament et des modifications profondes de l'organisme sous la pression des milieux et des circonstances, ». Il ne faut toutefois pas voir dans les textes de critique littéraire de Zola l'exacte clé des thèmes et du style de l'écrivain, même si une relation évidente existe entre l'œuvre technique et l'œuvre dramatique.
Le naturalisme consiste donc en la recherche des causes du vice dans l'hérédité. De ce fait, le romancier naturaliste est « observateur et expérimentateur ». L'observateur accumule des renseignements sur la société et ses milieux, sur les conditions de vie et d'environnement. Il doit cerner de près la réalité, qu'il transpose par un usage serré et acéré du langage. L'expérimentateur joue dès lors son rôle, par la construction d'une trame qui amalgame les faits et construit une mécanique où il enchaîne ces faits par une forme de déterminisme des principes liés au milieu et à l'hérédité. Le personnage naturaliste est ainsi la conséquence déterminée de constantes physiques, sociales et biologiques. Le romancier naturaliste a un but moral. Zola écrit : « Nous sommes les juges d'instruction des hommes et de leurs passions, c'est-à-dire des moralistes expérimentateurs. »
La littérature naturaliste est une littérature de synthèse du type balzacien et de l'anti-héros flaubertien, qui engendre des personnages vidés d'individualité. La prépondérance de Zola dans le milieu naturaliste est indiscutable et le débat se catalysera d'ailleurs essentiellement autour de lui. L'école naturaliste est le plus souvent appelée « école de Médan », du nom de la maison appartenant à Zola, où les écrivains proches du mouvement naturaliste, comme le premier Huysmans et Maupassant, avaient l'habitude de se réunir lors de soirées dites de Médan. Le volume collectif de ces Soirées paraît deux ans plus tard. En dehors de l'œuvre zolienne, le naturalisme a donné peu d'œuvres majeures. C'est ainsi que Stéphane Mallarmé a pu dire : « Pour en revenir au naturalisme, il me paraît qu'il faut entendre par là littérature d'Émile Zola et que le mot mourra, en effet, lorsque Zola aura achevé son œuvre. »

### Méthode de travail et style

#### Minutie

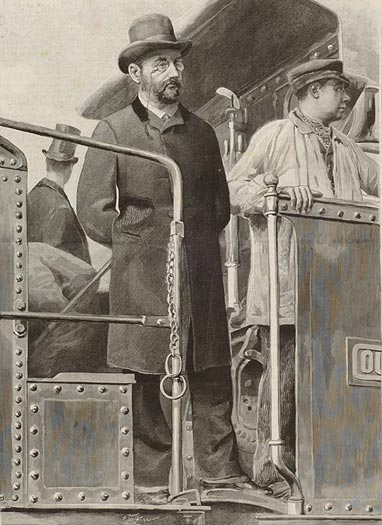
Pour La Bête humaine, Émile Zola effectue un voyage en locomotive à des fins de documentation.

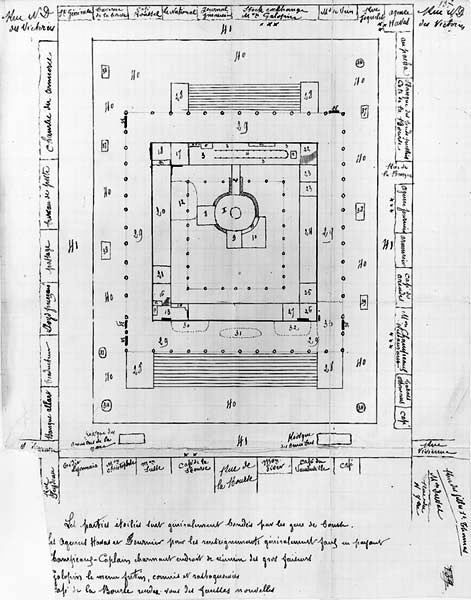
Plan de la Bourse de Paris de la main de Zola pour son roman, L'Argent, vers 1890.

Zola se présente comme un écrivain à la fois minutieux et méthodique. Il décrit ainsi sa méthode de travail : 

« Ma façon de procéder est toujours celle-ci : d'abord, je me renseigne par moi-même, par ce que j'ai vu et entendu ; ensuite, je me renseigne par les documents écrits, les livres sur la matière, les notes que me donnent mes amis ; et enfin, l'imagination, l'intuition plutôt, fait le reste. Cette part de l'intuition est chez moi très grande, plus grande, je crois, que vous ne la faites. Comme le disait Flaubert, prendre des notes, c'est être simplement honnête ; mais les notes prises, il faut savoir les mépriser. »

Zola a toujours insisté sur sa démarche consciente et tranquille, qui s'apparente à celle du maçon construisant sa maison, sans fébrilité. Il veut donner l'image de la quiétude dans l'écriture, avec une construction de premier plan, puis de second plan, une description des personnages précise par l'établissement de fiches pour chacun d'eux. La rédaction du chapitre doit immédiatement suivre. Cependant, cette démarche théorique est quelque peu contredite par l'examen des dossiers de préparation laissés par l'auteur des Rougon-Macquart. En effet, dans le cas de la documentation, plutôt que de réaliser ses recherches dans un premier temps, puis de réaliser la totalité de son travail d'écriture dans un second temps, on constate que Zola se documentait tout au long de la réalisation de ses romans.
Le travail de Zola romancier commence donc par la constitution d'un dossier préparatoire,. Sa taille est variable en fonction du roman et du sujet, mais va plutôt en s'accroissant avec le temps. D'une cinquantaine de folios pour La Fortune des Rougon, le dossier de Pot-Bouille en atteint 450, pour compter entre 900 et un millier de pages pour Germinal, L'Argent ou La Terre, et enfin culminer à près de 1 250 feuilles pour La Débâcle. Le dossier préparatoire est aussi utile au romancier lorsqu'il doit se défendre des attaques assez nombreuses qui lui sont portées quant au sérieux de sa documentation. Zola viserait, à en croire ses contradicteurs, au superficiel et au spectaculaire. Il n'hésite pas, dès lors, à convoquer des journalistes pour leur prouver le sérieux de ses recherches en leur exposant ses dossiers. Zola s'appuie ainsi sur une solide documentation, ainsi que sur des enquêtes pour lesquelles il se déplace dans les régions qu'il veut décrire. Les voyages du romancier vers un lieu précis ont souvent provoqué moqueries et quolibets.
La critique voit dans ces « mouvements puérils » un manque d'imagination de l'écrivain. C'était en effet très nouveau, dans la seconde moitié du XIXe siècle, que de vouloir coller à la réalité d'aussi près. Mais le romancier souhaite absolument s'imprégner de l'ambiance d'un lieu pour y capter le détail véridique. C'est dans cet esprit qu'il part visiter le Valenciennois pendant une dizaine de jours pour Germinal, ou qu'il produit trois cents pages d'observations sur les Halles pour Le Ventre de Paris, entre autres. Il croque les scènes vécues, mais toujours dans l'optique de son roman en cours, jamais gratuitement. Il sélectionne ses observations et les utilise quasiment toutes dans le roman qu'il est en train d'écrire, ainsi qu'un peintre ferait avec son carnet de croquis.
Les dossiers préparatoires de Zola font aussi état de réflexions théoriques sur le roman en cours d'écriture, via une forme de dialogue avec lui-même. L'écrivain prend soin de définir le schéma narratif, la position des personnages dans chaque scène, le niveau de dramatisation, la véracité de la situation. Il porte une attention toute particulière au rythme de la narration et à l'équilibre de chacun des chapitres.

#### Brouillons
Zola préparait des brouillons avant d'écrire ses pages définitives. Mais il n'en a légué pratiquement aucun, et comme il travaillait toujours en solitaire, il n'existe aucun témoignage à ce sujet. Quelques bribes d'essais concernant un paragraphe ou une phrase ont été retrouvées, mais rien de systématique. Il est certain que cette étape intermédiaire a été détruite volontairement, comme chez Hugo. Les historiens de la littérature s'interrogent encore sur cette absence et supposent que, peut-être, Zola a cherché à masquer une certaine réalité qui aurait pu nuire à l'édification de son personnage « d'écrivain omniscient ».
En revanche, Zola fait de nombreuses retouches après la première publication, en appliquant une méthode originale : comme pratiquement tous ses romans sont parus d'abord sous la forme de feuilletons dans la presse, il découpe la page et y porte directement ses corrections en vue de l'édition en volume. Il a ainsi parfois apporté d'importantes corrections à ce qu'il a considéré comme un premier jet,. Il lui est aussi arrivé d'avoir l'idée d'ajouter des personnages nouveaux dans le cycle des Rougon-Macquart et, dans ce cas, il pouvait reprendre un volume déjà paru et le modifier en vue d'une réédition.

#### Style
Dès 1864, Zola a élaboré sa première théorie du style, qu'il expose au moyen de la métaphore des trois écrans : l'écriture est un écran entre l'œil et le monde, et cet écran peut être de trois natures différentes, suivant l'esthétique à laquelle l'écriture obéit. De ces trois écrans, le classique, le romantique et le réaliste, il choisit le dernier parce qu'il est celui qui lui semble le moins déformer la réalité : « […] un simple verre à vitre, très mince, très clair, et qui a la prétention d'être si parfaitement transparent que les images le traversent et se reproduisent ensuite dans toute leur réalité. » Cette même exigence de transparence et de clarté dans l'écriture l'amène à refuser « l'écriture artiste », celle des symbolistes notamment, contre lesquels il écrit en 1896 un article dans Le Figaro, dans lequel il exprime son désir d'une écriture d'où l'« idée » puisse transparaître avec une « solidité de diamant dans le cristal de la langue ».
Le maître-mot est dès lors la « simplicité dans la langue » contre les excès de la rhétorique et le « déluge de lieux communs, d'images connues, qui fait dire au grand public : “C'est bien écrit.” » Pour « acquérir un style simple, clair et fort », Zola, dans une préface de 1889, conseille aux jeunes écrivains de se frotter à l'écriture journalistique : l'urgence, la nécessité de la concision, les amèneront à se débarrasser des adjectifs superflus, à ne plus conserver « que le verbe ». C'est en effet à ce prix que la langue peut devenir « l'arme scientifique du siècle ».
Pour autant, la langue que Zola appelle de ses vœux n'est pas une langue neutre, qui serait l'équivalent, dans le domaine de la littérature, de l'objectivité photographique. Paradoxalement, alors qu'il prend pour modèle de la création romanesque la méthode scientifique, dans la démarche de laquelle la subjectivité de l'observateur est censée n'avoir aucune part, il ne cesse de rappeler l'importance de la personnalité, du tempérament propre du créateur. Le « grand style », c'est celui dans lequel s'exprime « l'expression personnelle » de l'artiste. C'est pour cette raison, explique Zola, qu'on peut reprocher à Balzac « ses phrases fâcheuses », « son style est à toujours à lui », et c'est ce qui fait de lui un grand écrivain. Ce style personnel, ce tempérament, on ne peut selon lui ni l'acquérir quand on en est démuni, ni le changer quand on en possède un : le style, « on naît avec, comme on a les cheveux blonds ou bruns ».

Zola a par ailleurs donné quelques indications sur la manière dont il écrivait ses phrases, et qui a peu à voir avec l'idée selon laquelle la langue devrait se faire transparente pour ne pas faire obstacle à la manifestation du réel : la construction de celles-ci, explique-t-il, obéirait en effet avant tout aux lois de l'« euphonie » : 

« J'entends le rythme de la phrase […] je ne prépare pas la phrase toute faite ; je me jette en elle comme on se jette à l'eau, je ne crains pas la phrase ; en face d'elle je suis brave, je fonds sur la phrase, j'attaque la phrase, laissant à l'euphonie le soin de l'achever. »

Ces paradoxes, ces décalages entre la théorie et la pratique, les silences sur certaines caractéristiques importantes de l'œuvre romanesque (la transformation du réel par l'irruption de dimensions fantasmatiques et mythiques, notamment) ont pu donner de l'écrivain qu'était Zola une vision tronquée et réductrice qui a souvent été utilisée par les adversaires du naturalisme. Henri Mitterand a ainsi pu écrire qu'« il faut défendre Émile Zola contre lui-même aussi bien que contre ses critiques. Contre lui-même, parce qu'il a donné de ses méthodes de travail une description inexacte à force de raideur logique[…] ».

### Œuvres de jeunesse et premières publications

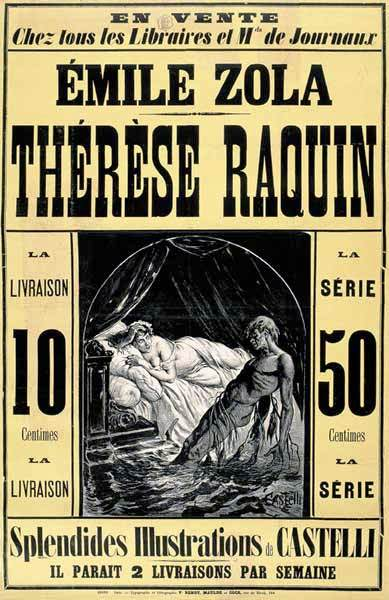
Affiche pour le lancement de Thérèse Raquin en fascicules hebdomadaires en 1877.

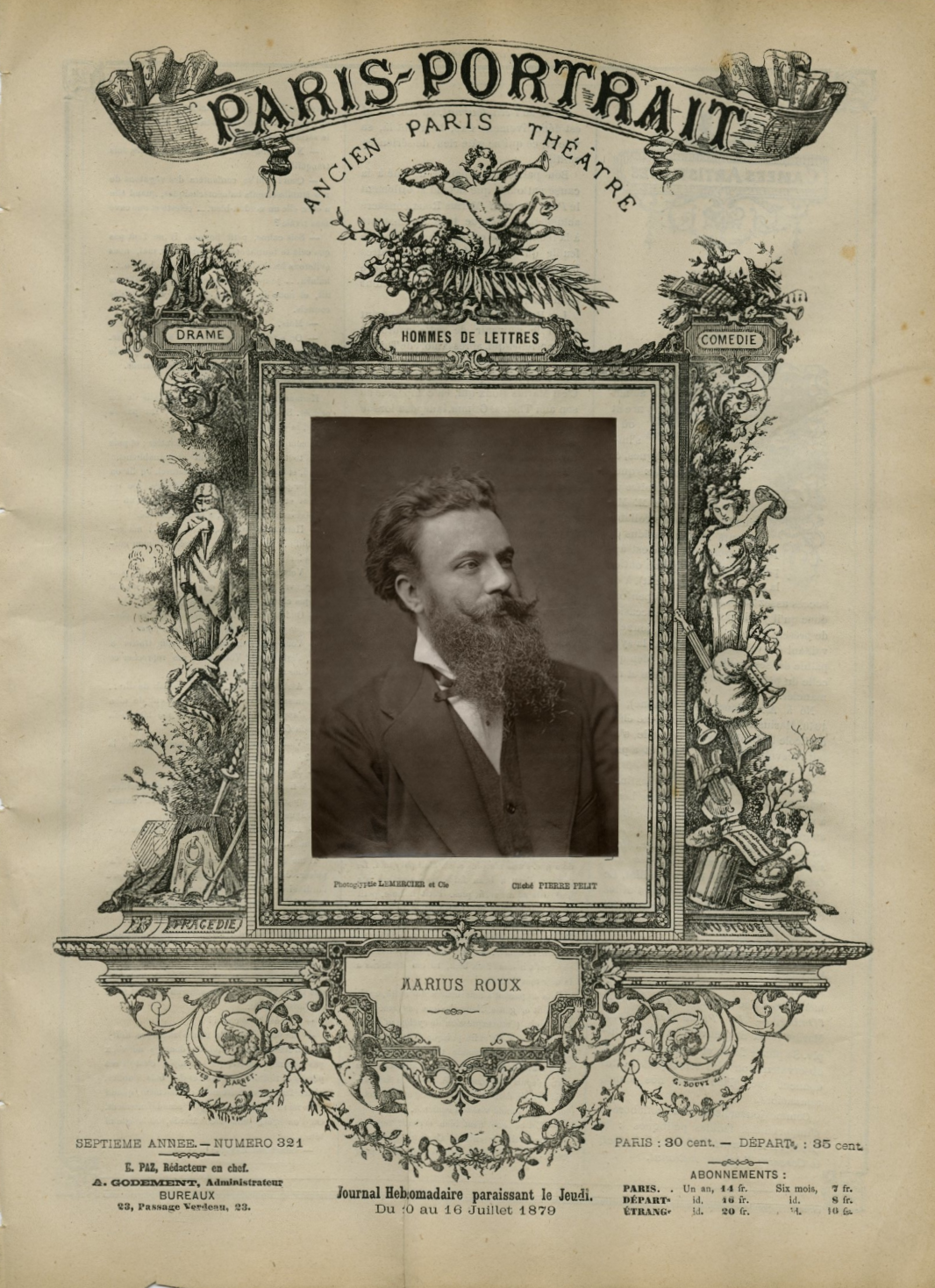
Marius Roux.

L'itinéraire littéraire d'Émile Zola est initialement marqué par une hésitation et une recherche reflète un parcours d'autodidacte à la suite d'une scolarité difficile. Poésie ? théâtre ? roman ? essai ? L'homme tergiverse. La poésie l'attire, il en a beaucoup écrit, il est même remarqué chez Hachette après avoir livré un poème. Mais il n'y a aucun parti à en tirer à court terme. Le théâtre permet d'accéder vite à la notoriété et à la fortune. Le jeune homme s'y essaye, aidé de rencontres dans le petit monde des auteurs dramatiques, sans succès. La Laide, conte moral inspiré de Milton, et Madeleine sont refusés. Les Mystères de Marseille, un roman-feuilleton épique qui avait paru un peu plus tôt, est adapté pour le théâtre avec Marius Roux, mais la pièce ne vit que le temps de quelques représentations.
Son premier ouvrage publié est un recueil de contes, Les Contes à Ninon, dont la substance a pour origine des textes écrits dès 1859. Il était souffrant lorsqu'il a écrit cet ouvrage. Le Zola de vingt ans s'y exprime, déjà avec talent, sous une forme facile à publier dans la presse et dont l'administration impériale est friande. Les contes sont tout d'abord publiés dans La Revue du mois, feuille littéraire et artistique de Géry Legrand, que Zola avait connu comme collaborateur dans la presse lilloise. Le volume imprimé par l'éditeur Pierre-Jules Hetzel paraît à mille cinq cents exemplaires en novembre 1864. C'est au plus un succès d'estime, mais Zola a pu faire jouer ses relations et obtient plus de cent articles dans la presse en trois mois.
Le 31 janvier 1866, Émile Zola décide de démissionner de la librairie Hachette et de ne plus vivre que de sa plume. La dispersion du jeune homme, les publications des Contes à Ninon et, surtout, de son roman à dominante autobiographique La Confession de Claude, semblent avoir joué un rôle prépondérant dans ce qu'il est convenu d'appeler une séparation amiable. La Confession de Claude est achevée à la fin de l'été 1865, publiée chez Lacroix à quinze cents exemplaires à la mi-novembre. C'est un roman écrit en réaction contre la mode du « rachat de la femme perdue », où Zola évoque déjà des thèmes récurrents dans son œuvre comme la peur de la souillure et de la déchéance, ou encore l'attrait maléfique de la Femme. La censure, très active sous le Second Empire, s'intéresse immédiatement à ce premier roman, sans lui trouver matière à poursuites. Mais on lui reproche déjà la « crudité de l'observation », « le cynisme du détail » et son appartenance à une « école réaliste » prompte à « analyser de honteuses passions ».
Dans le courant de l'année 1866, Zola parvient à contribuer régulièrement à L'Événement. Il y propose son deuxième roman, Le Vœu d'une morte, qui paraît en feuilleton du 11 au 26 septembre. Devant la faiblesse des livraisons, Villemessant, le directeur du journal, interrompt la publication à la fin de la première partie. La seconde partie, pourtant prévue, ne sera jamais écrite. « On trouve cela très pâle, bien écrit, de bons sentiments, mais embêtant. Vite, vite, arrêtez les frais », écrit-il à Zola fin septembre 1866. Le roman, complété des Esquisses parisiennes, est publié en novembre 1866. À l'occasion de sa réédition chez Charpentier en 1889, le roman est totalement revu par l'écrivain. Le naufrage est évité par quelques belles pages de description parisiennes, de souvenirs bien sentis et par l'expression d'un thème majeur chez Zola : la perversion par l'argent.
Vivre de sa plume, vite dit ! Ces deux premiers romans ne rapportent à Zola rien d'autre qu'une certaine estime, et sa situation matérielle en reste au point mort. Le journaliste sauve toutefois le romancier pendant ces années sèches. Mais le succès littéraire approche.

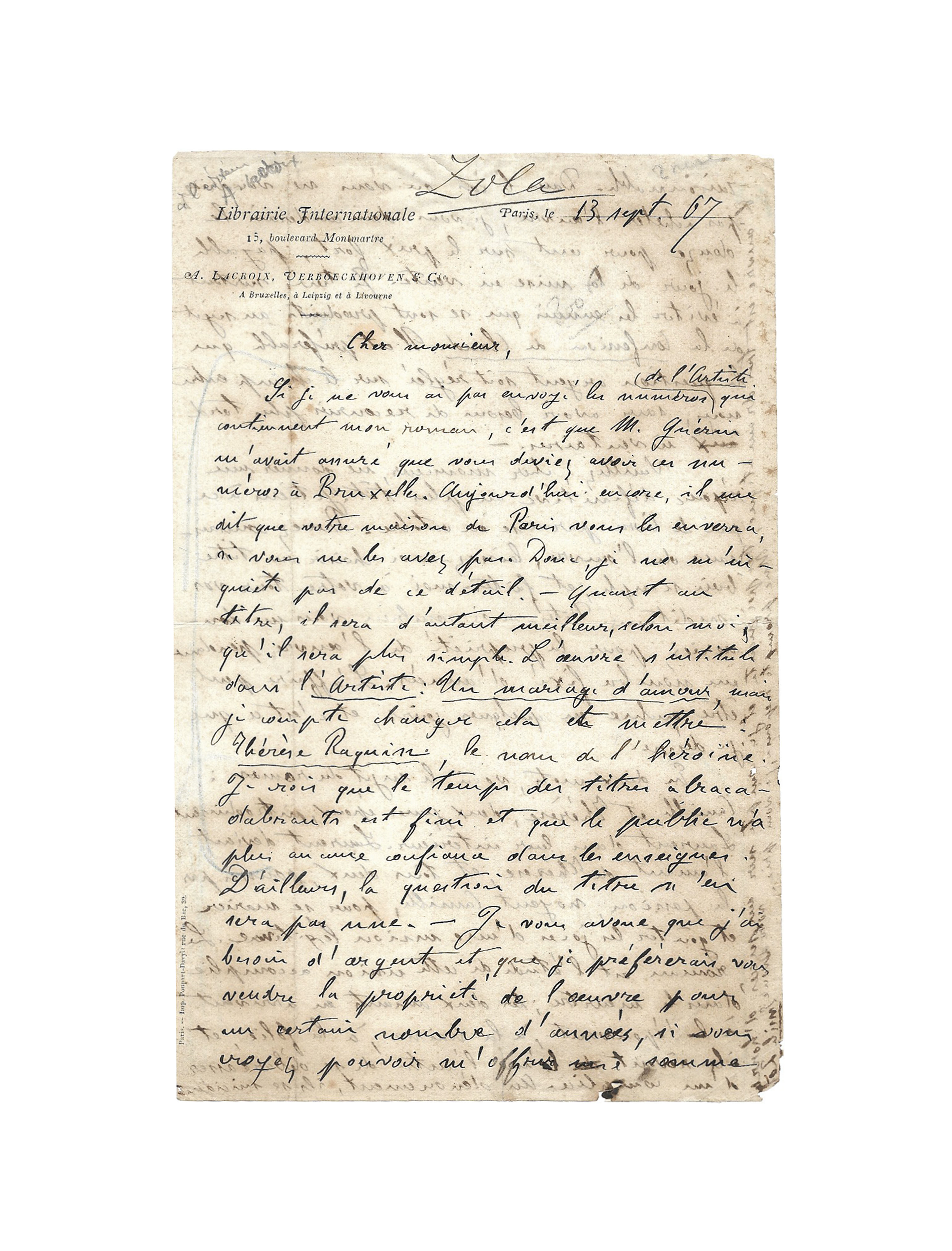
Lettre d'Émile Zola à Albert Lacroix pour la publication de son roman Thérèse Raquin.

Avec Thérèse Raquin, l'entreprise se dessine. Première grande œuvre à succès de Zola, le roman illustre la théorie des tempéraments, le déséquilibre entre le sang et la personnalité. Le romancier a d'abord livré une nouvelle publiée dans Le Figaro du 24 décembre 1866, intitulée Dans Paris. Un mariage d'amour. Il s'agit plus d'une trame, dans laquelle les éléments principaux du roman à venir sont encore absents. Il propose ensuite au directeur de la Revue du XIXe siècle, Arsène Houssaye, le développement de cette nouvelle en un roman de six chapitres. Ce sont finalement trois livraisons qui sont publiées en août, septembre et octobre 1867, dans L'Artiste, sous le titre Un mariage d'amour. Pour la publication en volume, Zola décide de changer le titre en Thérèse Raquin, le nom de l'héroïne du roman, s'inspirant ainsi de Madame Bovary de Flaubert et Germinie Lacerteux des Goncourt, dont l'influence est forte au-delà des seuls titres de roman. Le volume est édité par Lacroix, mis en vente en novembre 1867, tiré à quinze cents exemplaires et réimprimé dès avril 1868. La réception du roman est variée. Il marque véritablement le début de la carrière d'écrivain de Zola.
Mais la polémique et la passion vont rapidement faire rage. Zola répond aux accusations de « pornographie » dans la préface de la seconde édition du roman, texte précieux puisque l'auteur s'y dévoile et emploie pour la première fois le concept de « roman naturaliste ». Louis Ulbach, sous le pseudonyme de Ferragus, parle de « littérature putride […] d'une flaque de boue et de sang […] qui s'inspire directement du choléra, son maître, et qui fait jaillir le pus de la conscience ». Taine, dont Zola se considère comme le disciple, offre un regard bienveillant à l'auteur de Thérèse Raquin. Il lui écrit : « Vous avez fait une œuvre puissante, pleine d'énergie, de logique, et très morale ; il vous reste à en faire une autre qui embrasse plus d'objets et ouvre plus d'horizons. » Zola va rapidement s'y employer en concevant un monument littéraire : Les Rougon-Macquart. La voie de la littérature s'ouvre enfin à lui. Il s'y engouffre. Il vient d'avoir vingt-sept ans.

### Les Rougon-Macquart

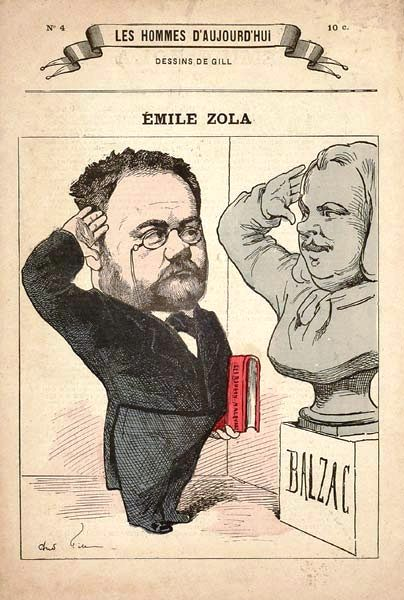
Caricature d'André Gill pour un hommage de Zola à Balzac vers 1880.

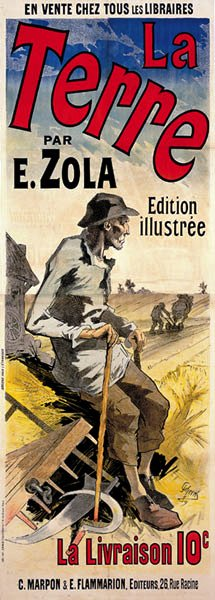
Placard publicitaire annonçant la parution de La Terre en 1887.

« Je veux expliquer comment une famille, un petit groupe d'êtres, se comporte dans une société, en s'épanouissant pour donner naissance à dix, à vingt individus qui paraissent, au premier coup d'œil, profondément dissemblables, mais que l'analyse montre intimement liés les uns aux autres. L'hérédité a ses lois, comme la pesanteur. »

#### NouvelleComédie humaine
À partir de 1868, Émile Zola conçoit un projet qui était déjà en germe depuis quelque temps : L'Histoire naturelle et sociale d'une famille sous le Second Empire. Il envisage une fresque romanesque traversant toute la période, du coup d'État du 2 décembre 1851 à la défaite de Sedan en 1870. L'idée lui vient d'abord de sa passion pour Honoré de Balzac et de cette œuvre immensément variée, à laquelle Taine avait consacré un article très remarqué. Cet article va influencer l'œuvre de Zola de manière déterminante. La Bibliothèque nationale conserve d'ailleurs un texte contemporain de l'initialisation des Rougon-Macquart, intitulé : « Différences entre Balzac et moi », dans lequel le jeune écrivain exprime sa volonté de bien se distinguer de son prédécesseur :

« Balzac dit que l'idée de sa Comédie lui est venue d'une comparaison entre l'humanité et l'animalité. (Un type unique transformé par les milieux [G. Saint-Hilaire] : comme il y a des lions, des chiens, des loups, il y a des artistes, des administrateurs, des avocats, etc.). Mais Balzac fait remarquer que sa zoologie humaine devait être plus compliquée, devait avoir une triple forme : les hommes, les femmes et les choses. L'idée de réunir tous ses romans par la réapparition des personnages lui vint. […]

Mon œuvre sera moins sociale que scientifique. […]

Mon œuvre, à moi, sera tout autre chose. Le cadre en sera plus restreint. Je ne veux pas peindre la société contemporaine, mais une seule famille, en montrant le jeu de la race modifiée par les milieux. […]

Balzac dit qu'il veut peindre les hommes, les femmes et les choses. Moi, des hommes et des femmes, je ne fais qu'un, en admettant cependant les différences de nature et je soumets les hommes et les femmes aux choses. »

— Émile Zola, Différences entre Balzac et moi, 1869.
À la différence de La Comédie humaine, rassemblée en une œuvre compilée sur le tard, les Rougon-Macquart sont, dès avant le départ de l'œuvre, un projet conscient, déterminé, réfléchi. Les travaux du docteur Lucas, dont son traité sur l'hérédité, sont une autre source de l'œuvre à venir,. Les Rougon-Macquart sont ainsi la rencontre de Balzac avec la science de ce milieu du XIXe siècle, principalement illustrée par la physiologie. Il se réfère aussi explicitement à Darwin, dont il interprète erronément la théorie dans le sens du darwinisme social. Ainsi, dans Germinal, le personnage principal s'exclame à la fin du récit : « Darwin avait-il donc raison, le monde ne serait-il qu’une bataille, les forts mangeant les faibles, pour la beauté et la continuité de l’espèce ? »
Initialement prévu en dix volumes, le cycle évolue pour compter successivement douze, puis quinze, puis enfin, le succès venant, vingt tomes. Il est pensé dans le détail avec une ossature précise dès l'origine, dotée d'une vision ensembliste et systématique. Ce plan décrit les personnages, les grands thèmes de chaque ouvrage (l'argent, le monde ouvrier, l'armée), le lieu de l'action (Provence ou Paris). Zola ne cache pas non plus le côté rémunérateur de l'opération : assurer la stabilité de sa vie matérielle est l'une de ses obsessions, après ses difficiles années de vaches maigres.

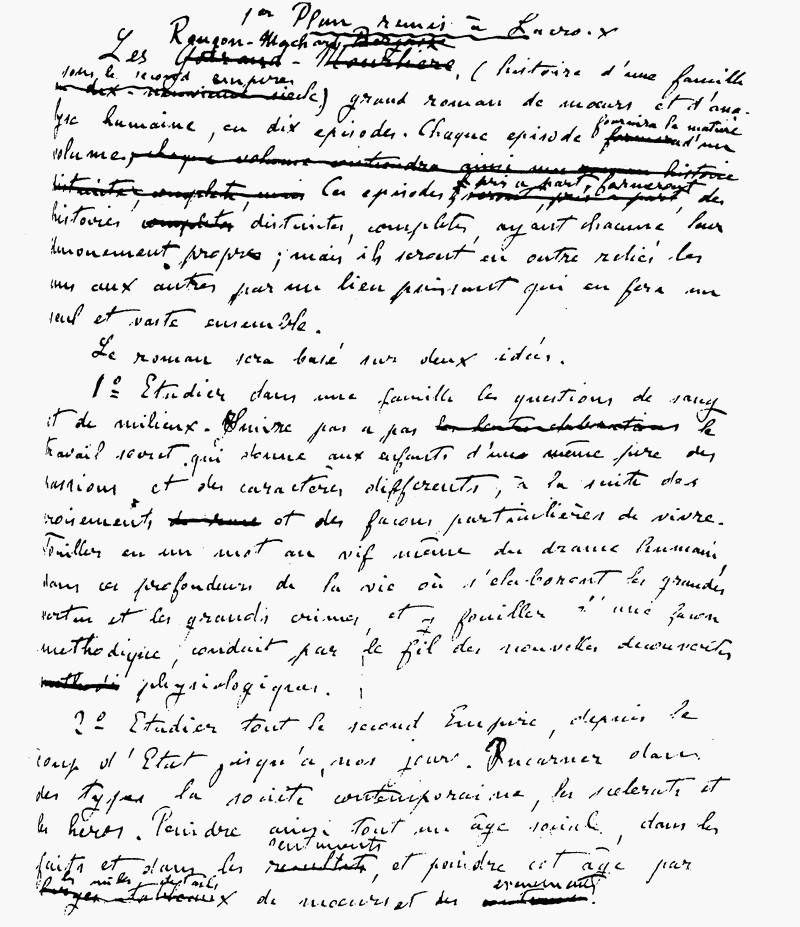
Page manuscrite de Zola décrivant le plan de son cycle Les Rougon-Macquart, adressé à son éditeur, Lacroix.

Zola a conservé à l'esprit toutes les ficelles de l'édition moderne, apprises chez Hachette, dont la publication en série : il a compris que chacun y gagne, l'éditeur comme le romancier. Mais Zola se sent aussi à un tournant littéraire après la publication de ses quatre premiers romans. Il prend conscience d'être arrivé aux limites d'un modèle. Si le naturalisme veut survivre comme nouveau genre littéraire, il ne doit pas se laisser enfermer dans les limites étroites imposées par ses premiers essais. Il a parfaitement assimilé les leçons que lui ont faites Taine et Sainte-Beuve sur ses premières œuvres, en termes d'équilibre et de vérité. L'initialisation des Rougon-Macquart marque donc un changement complet de stratégie dans l'œuvre naissante du romancier.

#### Cycle construit sur l'outil hérédité
Le cycle repose sur l'histoire d'une famille issue de deux branches : les Rougon, la famille légitime, petits commerçants et petite bourgeoisie de province, et les Macquart, la branche bâtarde, paysans, braconniers et contrebandiers, qui font face à un problème général d'alcoolisme. Cette famille est originaire d'Aix-en-Provence — qui deviendra Plassans dans la série de romans. Les Rougon-Macquart mettent en scène une descendance s'étendant sur cinq générations. Certains membres de cette famille vont atteindre des sommets de la société d'Empire, alors que d'autres vont sombrer, victimes d'échecs sociaux et de leur hérédité. Il s'agit donc d'une entreprise de dévoilement du corps social, mais aussi du corps humain dans ses recoins les plus sombres. Zola veut montrer comment se transmet et se transforme, dans une même famille, une tare génétique, ce qui implique l'usage d'une généalogie que le romancier ne cessera de perfectionner au fil de l'élaboration de son œuvre. Ainsi, une relation directe entre chaque personnage existe de roman en roman, trait absent des œuvres précédentes.
C'est par Émile Deschanel que Zola apprend l'existence des travaux des aliénistes Bénédict Augustin Morel et Joseph Moreau sur le thème de l'hérédité vue sous un angle morbide. L'écrivain n'a de cesse de compléter ses connaissances sur ce sujet, au point qu'on peut considérer qu'il a fait passer dans les Rougon-Macquart « à peu près l'état contemporain du savoir ». Au contraire de Balzac, Zola se sert de l'hérédité comme d'un outil, fil conducteur de son cycle, qui lui permet une classification scientifique de ses romans.

#### Production constante et méthodique

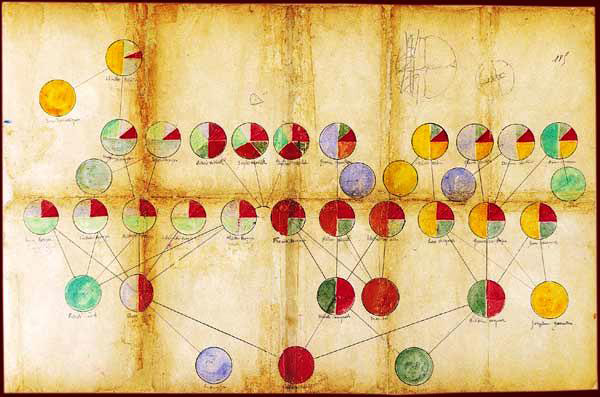
Tableau d'hérédité de la famille Rougon-Macquart dessiné par Zola vers 1870.

L'écriture de cette série constitue la principale préoccupation de l'écrivain pendant les vingt-cinq années suivantes. Avec une régularité à toute épreuve, Zola écrit trois à cinq pages par jour, ce qui représente chaque année un roman de deux volumes. Il fait paraître six romans entre 1871 et 1876 avec La Fortune des Rougon, La Curée, Le Ventre de Paris, La Conquête de Plassans, La Faute de l'abbé Mouret et Son Excellence Eugène Rougon. Mais ce n'est pas encore le succès attendu. Il est évidemment reconnu en tant que romancier, mais pas au niveau qu'il souhaite.

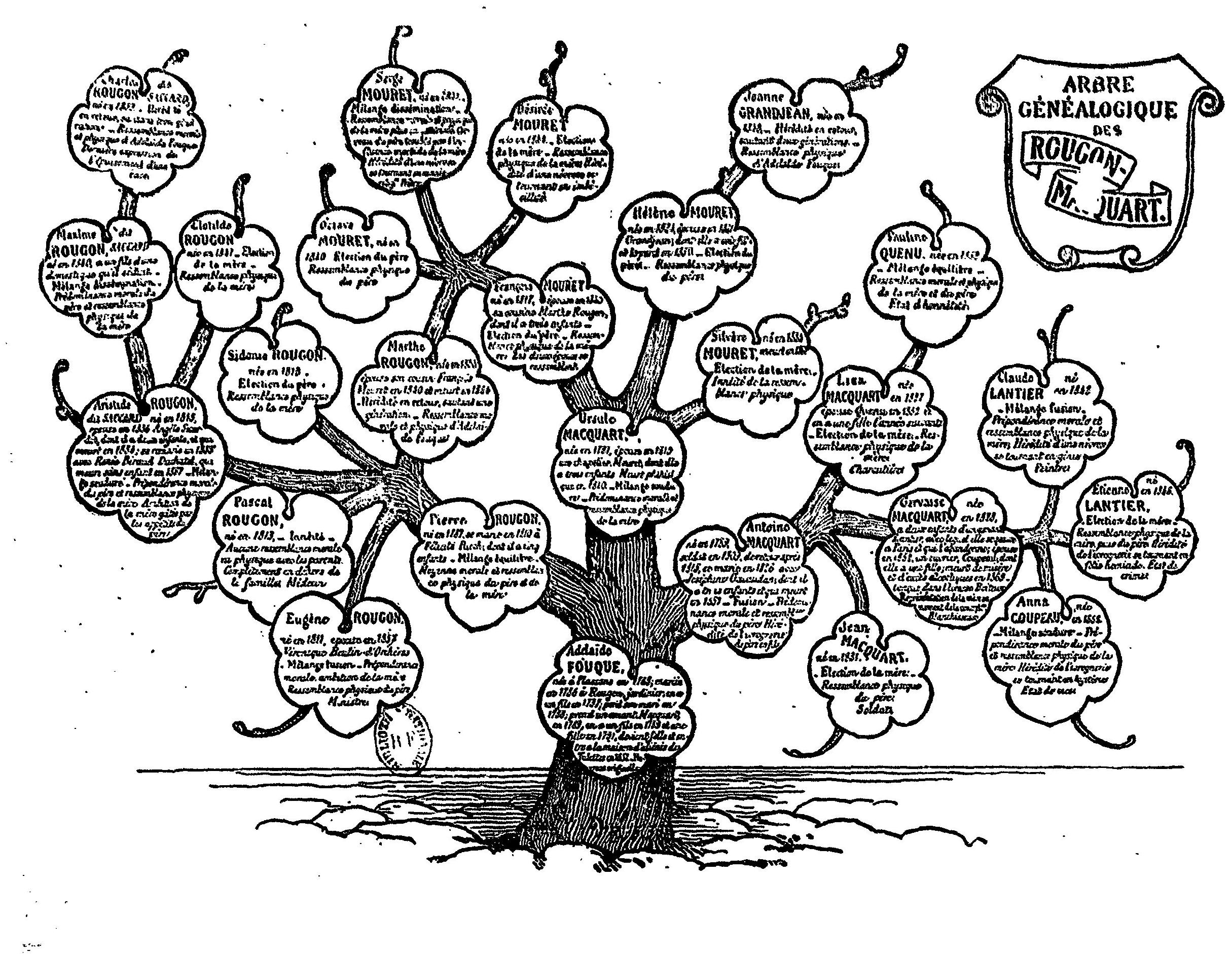
Arbre généalogique des Rougon-Macquart.

Ferme dans son projet, l'écrivain s'attèle à l'écriture de son grand roman « sur le peuple, ayant l'odeur du peuple », L'Assommoir, qu'il publie en 1877 chez Georges Charpentier. Il y décrit, tel un reportage, les drames de la classe ouvrière, au travers de ses misères et des ravages de l'alcool. C'est un texte dans lequel il met beaucoup de lui-même, s'inspirant de sa vie passée et de ses expériences dans les quartiers populaires. Le roman a un retentissement considérable qui amène enfin la gloire attendue, mais aussi le scandale. La description de la réalité froide de l'alcoolisme, « monstrueusement détaillée » par un auteur instruit par une documentation précise, soulève et indigne une critique presque unanime. À droite, les accusations sont, comme d'habitude, de trivialité et de pornographie, mais à gauche on lui reproche de « salir le peuple ». Les attaques contre Émile Zola sont nombreuses et violentes, si bien que la parution du roman dans Le Bien public, journal républicain, est interrompue au chapitre VI. Mais le roman a un succès immense qui amène enfin au romancier l'aisance matérielle à laquelle il aspirait. Plusieurs de ses amis s'éloignent de lui à ce moment-là, par peur du scandale, mais aussi, parfois, par jalousie.
Zola poursuit imperturbablement la production de son cycle, en publiant Une page d'amour en 1878, puis Nana en 1879. C'est à nouveau un scandale puisque l'œuvre porte sur les demi-mondaines et leurs frasques. Gustave Flaubert admire ce talent à multiples facettes et félicite Zola une fois de plus. Ses adversaires l'accusent à nouveau d'être un écrivain « pornographique » de par son « goût du sordide et du détail cru ». Mais le public s'arrache les exemplaires de Nana, qui devient un immense succès de librairie en France et à l'étranger. Toujours constant dans l'effort, Émile Zola publie, de 1882 à 1884, cinq nouveaux romans : Pot-Bouille, Au Bonheur des Dames, La Joie de vivre, Germinal et, hors le cycle des Rougon-Macquart, Naïs Micoulin.
Germinal, le roman sur les « gueules noires » et la grève, paraît en 1885. C'est très certainement le roman le plus travaillé, le plus préparé et documenté de Zola. Le romancier s'est déplacé dans le bassin houiller de Valenciennes, dans le nord de la France, à Anzin. Zola choisit le Nord plutôt que Saint-Étienne, sur les conseils du député Alfred Giard, qui le guidera dans la région. Sa visite de huit jours, en pleine grève des douze mille mineurs du carreau d'Anzin, transforme totalement sa vision du monde des « ouvriers de l'industrie ». Il n'a pas hésité à descendre au fond de la mine,, en février 1884, y discutant avec les mineurs, les cadres et ingénieurs. Il assiste à des réunions syndicales, entre dans les maisons, les cafés, tous les lieux de convivialité, observe la détermination, le calme et la discipline des grévistes. Il est aussi témoin du drame social, « la débauche des filles qui ne se marient qu'au deuxième ou troisième enfant », la prostitution, le jeu, l'alcoolisme. Le livre est un immense succès alors que les ennemis de l'écrivain, de moins en moins nombreux, sont bien forcés à une reconnaissance de son immense talent.
Il publie en 1890 un nouveau chef-d'œuvre, La Bête humaine, puis en 1891, L'Argent, qui a comme toile de fond le monde de la Bourse, de la finance et de la spéculation sous le Second Empire. Suit en 1892 La Débâcle (1892), roman historique consacré à la guerre de 1870, en particulier à la Bataille de Sedan et à la Commune de Paris. Il apporte à l'auteur son plus grand succès de librairie,.
En 1893, Zola achève le cycle des Rougon-Macquart sur une note optimiste avec Le Docteur Pascal, qui s'ouvre sur « l'image utopique d'un paradis enfin retrouvé ».

### Après lesRougon-Macquart
L'achèvement des Rougon-Macquart approchant, Émile Zola a changé. Le contraste est fort entre une reconnaissance internationale inégalée et une hostilité générale en France, exprimée par des attaques continues et le refus obstiné de le voir entrer à l'Académie française. Il s'interroge sur son activité littéraire : 

« L'avenir appartiendra à celui ou à ceux qui auront saisi l'âme de la société moderne, qui, se dégageant de théories trop rigoureuses, consentiront à une acceptation plus logique, plus attendrie de la vie. Je crois à une peinture de la vérité plus large, plus complexe, à une ouverture plus grande sur l'humanité, à une sorte de classicisme du naturalisme. »

Cette évolution est dans l'air du temps, avec un « néonaturalisme » illustré par les productions d'Anatole France et Maurice Barrès qui connaissent une évolution vers le roman à thèse.

#### Les Trois Villes

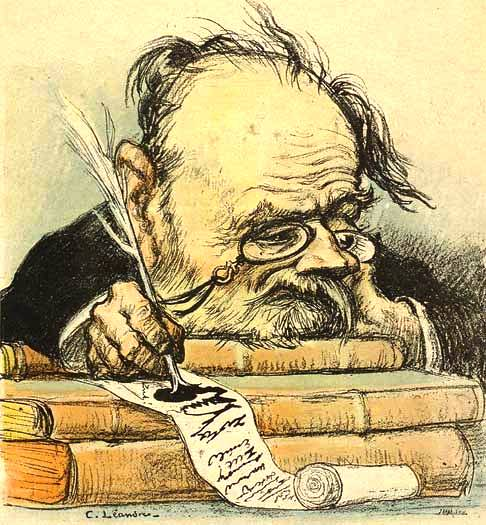
« Enfin ! M. Zola arrive au bout de son rouleau en mettant au monde Paris. Le père et l'enfant se portent bien tout de même. » Caricature de C. Léandre vers 1898.

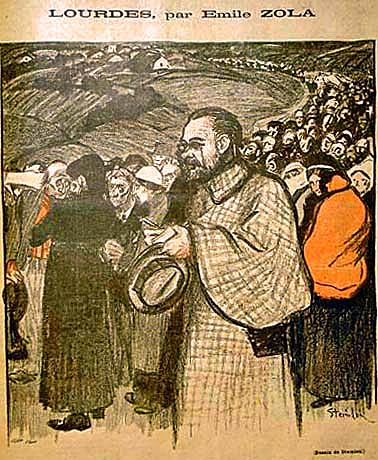
Théophile Alexandre Steinlen, Émile Zola au pèlerinage de Lourdes, paru dans Gil Blas illustré du 22 avril 1894.

Avant même la fin des Rougon-Macquart, Émile Zola décide de se lancer dans la rédaction d'un roman ayant pour objet la religion en cette fin de XIXe siècle. La révélation se fait à l'occasion d'un voyage dans le sud-ouest de la France en septembre 1891, où le romancier assiste, interloqué, au grand pèlerinage de Lourdes et à tout son décorum, avec « ce monde de croyants hallucinés ». Le but du romancier est de dresser une forme de « bilan religieux, philosophique et social du siècle » au travers d'un, puis deux, puis finalement trois romans, intitulés chacun du nom d'une ville : Lourdes, Rome et Paris. Son héros, l'abbé Pierre Froment, personnage sceptique et désabusé, en crise face à la religion, sert de fil conducteur au cycle ainsi que de porte-parole au romancier. C'est le nouveau souffle que recherchait Zola, apte à le relancer après l'énorme travail fourni sur les vingt volumes des Rougon-Macquart.
Le dernier trimestre de l'année 1893 et la première moitié de 1894 sont consacrés à l'écriture de Lourdes. Ce roman s'appuie sur Mon voyage à Lourdes (qui ne sera édité qu'en 1958 chez Fasquelle), journal réunissant observations et témoignages recueillis par Zola lors de son second voyage à Lourdes, en septembre 1892. Le roman Lourdes paraît le 25 juillet 1894. Tiré à 88 000 exemplaires, il est présenté en avant-première dans Le Figaro. La critique littéraire reçoit correctement l'ouvrage, en regrettant parfois l'absence de renouvellement entre les deux cycles. La presse conservatrice et religieuse incendie le roman, amenant même des réponses sous forme de roman ou d'étude-réaction. L'ouvrage est mis à l'Index le 21 septembre, mais c'est, en revanche, un immense succès de librairie. Émile Zola, qui est athée, ne croit ni aux apparitions ni aux miracles : « Je ne suis pas croyant, je ne crois pas aux miracles, mais je crois au besoin du miracle pour l'homme. » Il est bouleversé, à Lourdes, par la souffrance des malades : « Les malades de Lourdes, c'est l'humanité, la pauvre, la souffrante humanité. » Cependant il ne veut pas voir dans leur terrible alignement une dénonciation de l'échec d'une science arrogante : « La science, dit-on, a fait faillite, elle a promis aux hommes le bonheur et ne l'a pas donné. C'est faux, la science n'a pas promis le bonheur, mais la vérité […] Le mysticisme est une réaction où se jettent les esprits indécis, assoiffés d'au-delà, à qui ne suffit pas la vérité. » Pour Zola, Bernadette Soubirous « n'était pas une imposteuse, mais une hallucinée, chez qui la vision avait été suggérée » ; l'auteur fait ici allusion à sa propre hypothèse d'une influence de l'abbé Ader, à Bartrès — et les guérisons miraculeuses seraient une illusion.
Rome et Paris suivent à peu de distance, écrits rapidement dans la foulée de la parution de Lourdes. Rome a pour objet la description du haut clergé moderne, avec le Pape à son sommet, et son positionnement dans le modernisme social de cette fin de siècle. La rédaction du roman s'étale entre 1895 et 1896 ; il est publié en volume le 8 mai 1896, déclenchant les mêmes foudres que Lourdes. Enfin, Paris est le roman de la capitale contemporaine. C'est le contraste entre la richesse et la misère, la bourgeoisie et le monde ouvrier, l'ordre contre l'anarchie. Le volume est mis en vente en pleine affaire Dreyfus, juste après le procès intenté contre Émile Zola à la suite de la publication de « J'accuse… ! ».

#### Les Quatre Évangiles

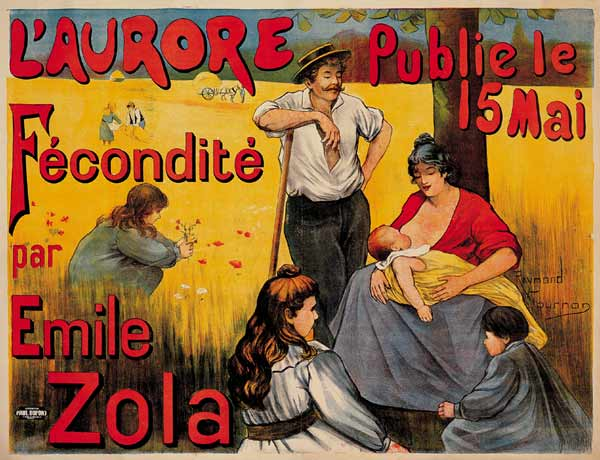
Raymond Tournon, affiche créée pour la parution de Fécondité en feuilleton dans L'Aurore, en 1899.

Les quatre romans de ce nouveau cycle (Fécondité, Travail, Vérité et Justice) découlent directement de la série précédente, bâtis autour de chacun des fils de Pierre et Marie Froment. Mais la mort prématurée de l'écrivain prévient la réalisation du dernier ouvrage, qui reste à l'état d'ébauche. Zola a voulu ouvertement utopique ce cycle dans lequel il peut donner libre cours à ses rêves. Mais c'est aussi une conception du monde, sur le plan social, qui a très mal vieilli.
Dans Fécondité, Zola expose ses thèses natalistes. Le roman est basé sur une opposition stricte et rigoureuse, manichéenne, entre le couple Froment et leurs douze enfants, incarnant le bonheur, et les autres personnages qui se limitent volontairement à une progéniture réduite, voire inexistante : à ceux-ci revient la déchéance sociale et les malheurs de la vie. Le roman est publié en feuilleton dans L'Aurore de mai à octobre 1899, puis en volume le 12 octobre chez Fasquelle. La valeur morale de l'œuvre est remarquée, plus que ses qualités littéraires, malgré les fortes critiques de la droite nationaliste.
Travail est un évangile socialiste, dans lequel Zola inaugure un nouveau genre pour lui-même, puisque c'est une œuvre d'anticipation, construite sur la volonté générale de progrès social et sur les évolutions industrielles de la fin du XIXe siècle. Alors que les idéaux socialisants appellent à une lutte des classes sanglante, Zola aspire à une entraide. La rédaction du roman débute en mars 1900 et s'achève en février 1901 ; le volume paraît chez Fasquelle en mai 1901. L'œuvre est reçue avec bienveillance à gauche, avec des critiques enthousiastes, de Jaurès notamment. Les associations coopératives, disciples de Fourier, voient en Zola un allié de poids et lui organisent un banquet le 9 juin 1901.
Vérité, le troisième roman du cycle est l'adaptation de l'affaire Dreyfus dans le monde de l'Instruction publique, qui s'oppose à l'école privée catholique. L'œuvre est conçue dans le contexte du projet de séparation des Églises et de l'État. C'est la description d'un cléricalisme qui, envers et contre tout, cherche à conserver coûte que coûte son emprise sur la société civile. Le volume, qui paraît en mars 1903 chez Charpentier, est liseré de noir en signe de deuil. La critique s'attache à élucider les messages relatifs à l'affaire Dreyfus, en faisant remarquer que la transposition de la trahison militaire à l'affaire de mœurs fait perdre beaucoup au récit. Mais la critique salue le traitement de l'éducation laïque. Selon le journaliste et homme politique Joseph Reinach, auteur de l'Histoire de l'affaire Dreyfus, l'identité des principaux personnages de ce texte à clés, est la suivante : le maître d'école Simon est Dreyfus, Fulgence est le commandant Du Paty, le père Philibin est le commandant Henry, le frère Gorgias est le commandant Esterhazy, Gragnon est le général Mercier. Le procès de Rozan est le procès de Rennes.
Justice, le dernier roman de la série de Quatre Évangiles ne fut jamais commencé. On sait que Jean Froment devait en être le héros, militaire antimilitariste, certain de la nécessité du désarmement mondial pour assurer la paix des peuples et leur bonheur. Le but devait être la création d'une république universelle par la victoire contre les nationalismes et le militarisme.

### Adaptations théâtrales et lyriques de l'œuvre de Zola
Toujours dans la perspective d'une amélioration de sa situation matérielle, Émile Zola a cherché rapidement à adapter ses romans. À la fin du XIXe siècle, un succès sur une scène parisienne rendait immédiatement riche et célèbre. Mais Zola est aussi attiré par l'effet « tribune » du théâtre, dont il rêve d'exploiter l'écho potentiel pour son mouvement naturaliste.

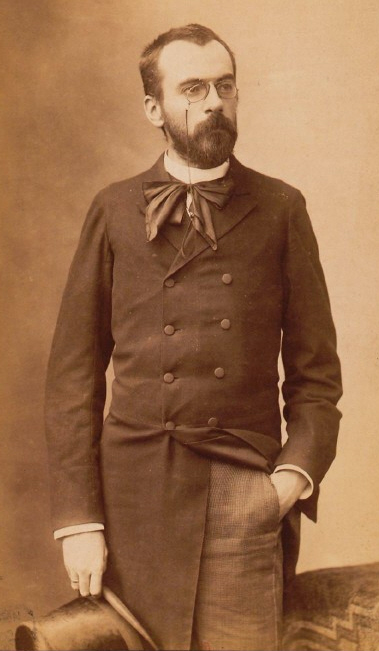
Alfred Bruneau, musicien de talent, initie Zola à la musique et lui apporte ses premiers succès de scène.

#### Auteur dramatique
Zola est attiré par le théâtre dès sa jeunesse en Provence. Il a entrepris dès 1855 des essais avec ses amis Baille et Cézanne, comme dans la comédie Enfoncé le pion !. La Laide est sa première œuvre théâtrale. La pièce met en scène un père aveugle, son handicap lui révélant la véritable beauté, celle du cœur, incarnée par sa fille aînée. Ses deux filles se marient, l'une avec Lucien, l'autre avec un sculpteur sensible à la beauté académique de la cadette. La pièce, jugée naïve, ne sera jamais ni publiée, ni jouée du vivant de Zola. La seconde pièce de Zola, Madeleine, n'obtient pas plus de succès. Proposée à la direction du théâtre du Gymnase, elle est refusée. L'auteur la transforme alors en roman, Madeleine Férat.
Ces échecs ne sont pas de nature à abattre l'écrivain, qui devra toutefois attendre ses premiers succès de librairie pour connaître un succès au théâtre. Thérèse Raquin, drame en quatre actes, lui en donne l'occasion en 1873. La pièce est représentée neuf fois au théâtre de la Renaissance. La critique exprime un certain dégoût en même temps qu'une vraie admiration pour le talent de Zola. Les Héritiers Rabourdin en 1874 est un échec boudé par la critique et le public. Le Bouton de rose, comédie en trois actes, n'est représenté que sept fois en mai 1878. Sa dernière pièce, Renée, drame en cinq actes, est écrite à la demande de Sarah Bernhardt d'après le roman La Curée. Présentée en avril 1887 au théâtre du Vaudeville, c'est une nouvelle déception. Émile Zola, dès lors, n'écrira plus pour le théâtre et cesse ainsi sa carrière de dramaturge. Le théâtre est donc un échec cuisant pour l'auteur des Rougon-Macquart.

#### Auteur lyrique
Émile Zola n'aime pas beaucoup la musique. Clarinettiste dans la fanfare d'Aix-en-Provence dans sa jeunesse, l'écrivain avouera plus tard « faire profession d'une certaine haine de la musique » ainsi que « le plus grand mépris pour l'art des doubles et triples croches ». Il ira même jusqu'à contester les subventions accordées à l'Opéra de Paris. Mais paradoxalement, Émile Zola voue une certaine admiration à Richard Wagner. L'écrivain fut sans doute attiré par l'aspect révolutionnaire du musicien allemand, dont les scandales pouvaient être assimilés à ceux que provoquaient les publications naturalistes.
C'est sa rencontre avec Alfred Bruneau en 1888 qui marquera un tournant. Celui-ci lui propose de mettre en musique Le Rêve, en collaboration avec le librettiste Louis Gallet, œuvre à laquelle Zola participe activement. C'est un succès. Dès lors, les adaptations vont s'enchaîner régulièrement. L'Attaque du moulin fut créée en novembre 1893 à l'Opéra-Comique. Toujours sur un livret de Louis Gallet et une musique d'Alfred Bruneau, la trame est un peu modifiée pour éviter la représentation de Prussiens sur scène. L'argument est donc reporté en 1793 au lieu de 1870. La pièce est représentée trente-sept fois à Paris, ainsi qu'en province et à l'étranger. Suivent Lazare en 1893, Messidor en 1897, Violaine la chevelue, féerie lyrique en cinq actes et neuf tableaux qui ne sera jamais mise en musique, L'Ouragan en 1901, L'Enfant roi en 1905 et Sylvanire ou Paris en amour, achevée par Zola juste quelques jours avant sa mort. Sans engendrer des succès de scène phénoménaux, le théâtre lyrique apporte à Zola une renommée supplémentaire et lui permet de mettre en scène et d'animer son naturalisme.

## Esthétique zolienne

### Monde des arts

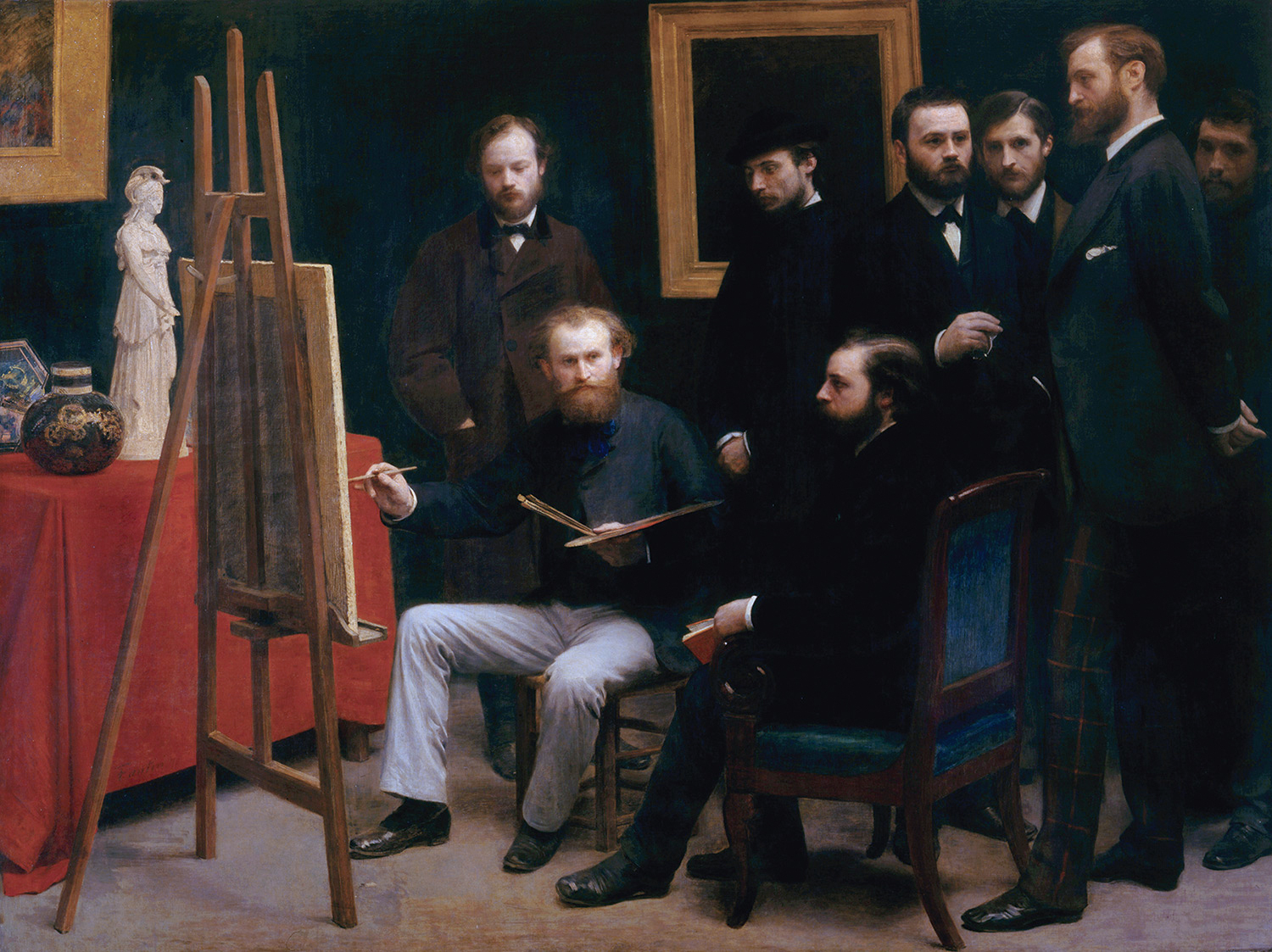
Henri Fantin-Latour, Un atelier aux Batignolles, huile sur toile (1870). Zola est le quatrième depuis la droite.

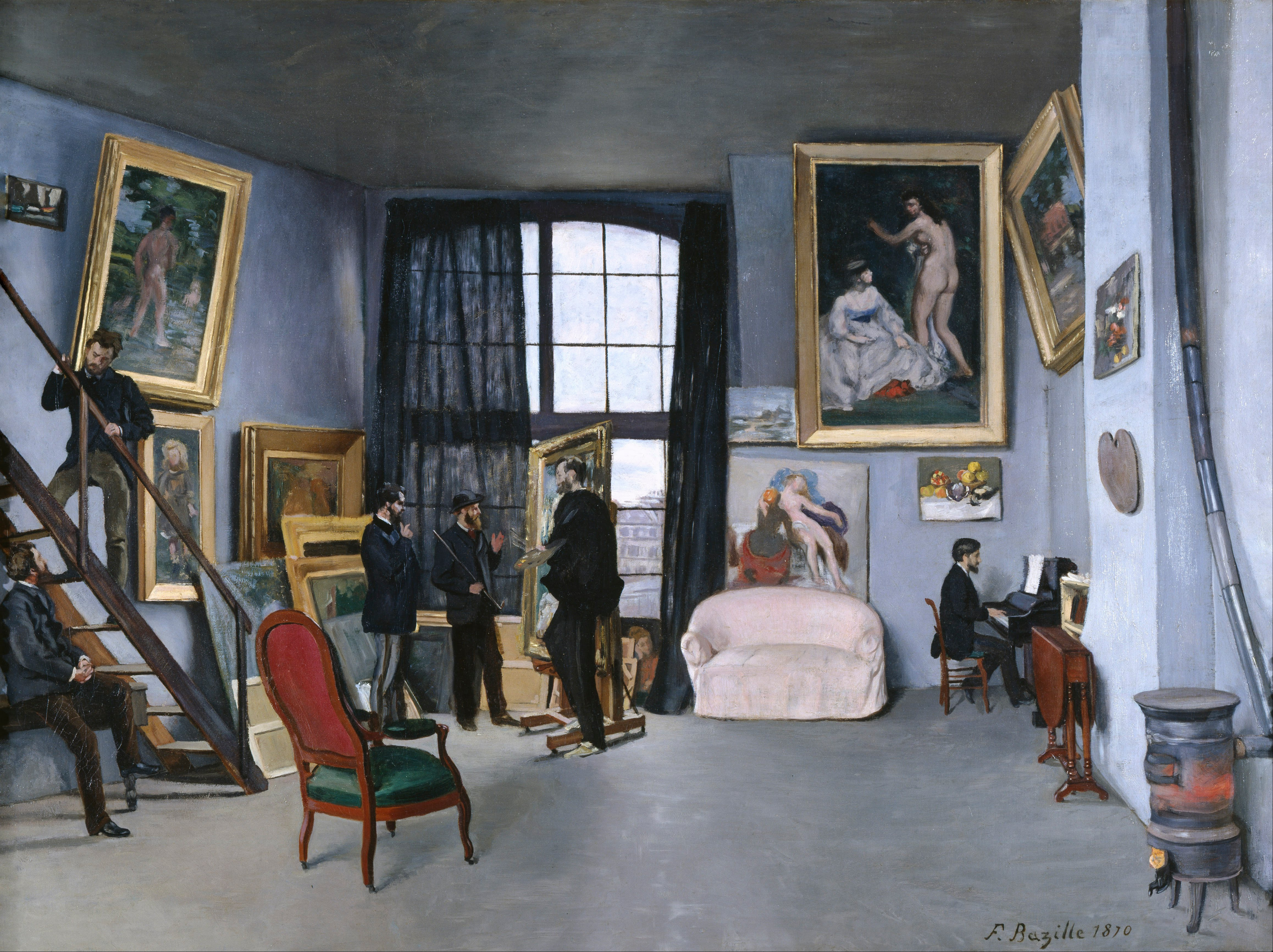
Frédéric Bazille, L'Atelier de Bazille, 9, rue la Condamine, huile sur toile (1870). Zola est représenté sur l'escalier.

Avec Charles Baudelaire et les Goncourt, Zola a été l'un des trois plus importants critiques d'art de la seconde moitié du XIXe siècle et un grand défenseur des nouvelles tendances picturales opposées à l'académisme. La critique d’art telle qu’il la pratiquait peut être rapprochée de celle de Joris-Karl Huysmans. Émile Zola a été dès l'enfance un passionné de l'image, attiré spontanément par les arts graphiques, puis par la photographie. À partir de 1863, en compagnie de « son presque frère », Paul Cézanne, Émile Zola intègre le Groupe des Batignolles et visite les ateliers d'artistes parisiens. Il fait la connaissance de tout ce qui compte dans le monde artistique. Tous sont déjà impressionnés par le talent immense d'Édouard Manet, avec sa nouvelle manière de voir la peinture, dont les sujets sont contemporains et les paysages chatoyants rendus avec la technique du « plein air ». Gustave Courbet est l'autre source artistique du jeune Zola qui restera toujours, pour l'écrivain, un de ses modèles. Il le qualifiera de « seul peintre de notre époque », ajoutant « qu'il a pour frères, qu'il le veuille ou non, Véronèse, Rembrandt, Titien ».
La petite population d'artistes se retrouve au quartier général de ce nouveau mouvement, le célèbre café Guerbois, aux Batignolles. Aux beaux jours, le groupe se déplace dans le petit village de Bennecourt près de Mantes-la-Jolie. Zola y révèle sa vision esthétique et complète ainsi ses autres apprentissages. Bien plus tard, dans L'Œuvre, en 1886, l'écrivain fera revivre de manière romancée toutes les scènes de cette époque.
Émile Zola se fait le défenseur virulent de ce nouveau mouvement artistique dès 1863. L'efficacité et la pertinence de ses critiques dans L'Événement sont vite reconnues. Il y attaque sévèrement le jury du salon de 1866, s'en prenant « aux fausses gloires », les peintres de salon (Alexandre Cabanel ou William Bouguereau) ou les peintres d'histoire (Jean-Louis-Ernest Meissonier ou Jean-Léon Gérôme). Il crée le scandale en suggérant que la place de l'œuvre de Manet est au Louvre, à l'occasion d'un manifeste en faveur du peintre en 1866. Après 1875, Zola s'écarte de ce mouvement (baptisé Impressionniste à partir du salon de 1874), qui évolue vers un art qui « ne produit pas d'œuvres assez solides, assez travaillées ».
Pour Zola, le peintre est avant tout une personnalité. Il affirme : « Ce n'est pas l'arbre, le visage, la scène qu'on me présente qui me touchent ; c'est l'homme que je trouve dans l'œuvre. » Cette personnalité doit exercer un effet unificateur puissant sur le tableau, dans lequel le peintre transpose toute son énergie. Le centre de l'œuvre devient alors non plus le sujet choisi, mais l'expression de la personnalité de l'artiste.

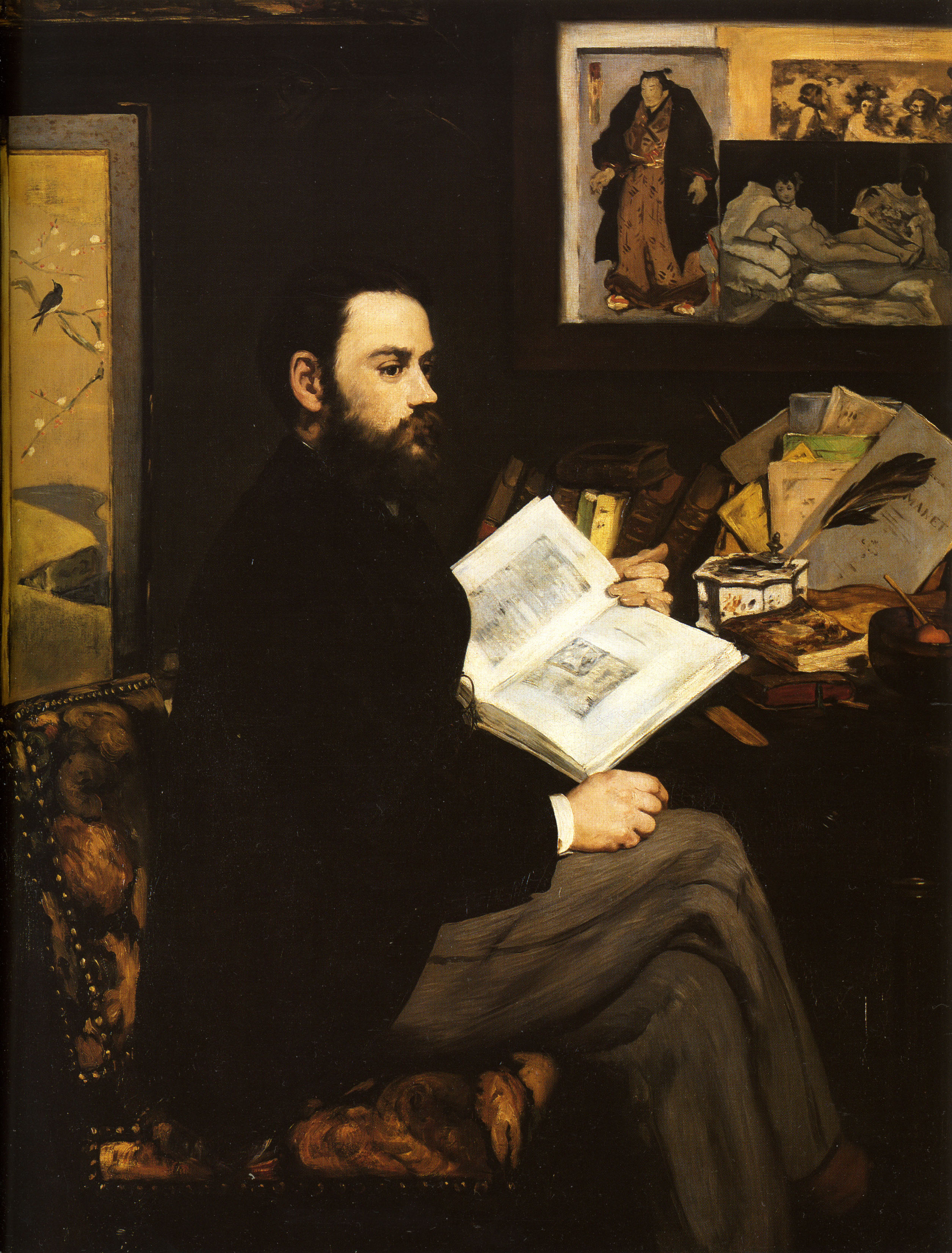
Portrait d'Émile Zola par Édouard Manet (1868).

Dans une lettre à son ami Valabrègue écrite le 18 août 1864, Zola expose une théorie qui repose sur une métaphore dite des trois écrans. Ceux-ci s'interposant entre l'artiste et l'observateur, la reproduction exacte du réel est impossible pour l'écrivain. Il a une préférence pour l'écran réaliste, mais s'insurge contre la représentation picturale de type photographique : le tempérament de l'artiste doit toujours s'exprimer dans l'œuvre.
Loin de tout dogmatisme ou idée préconçue, Zola affirme très tôt une sûreté de jugement remarquable, acceptant de reconnaître la qualité, voire le génie, dans des tableaux réalisés par ceux-là mêmes qu'il critique sévèrement dans leur conception picturale. Ses critiques ont été assez visionnaires puisque ceux qu'il admirait sont toujours connus aujourd'hui, et ceux qu'il honnissait désormais oubliés.
L'influence des arts plastiques sur l'œuvre de Zola est patente. L'écrivain semble avoir structuré ses romans tel le peintre sa toile, avec l'emploi constant de dossiers préparatoires. Souvent, dans ceux-ci, Zola ébauche des représentations des lieux qu'il veut décrire, ou certains objets, ou encore des plans. Il déploie aussi un art de la composition éprouvé dans les descriptions. Il paraît avoir traité l'espace romanesque comme le peintre son espace pictural. Zola a donc apporté au groupe des impressionnistes sa force de conviction et son talent de critique pour convaincre. Sa proximité avec ce mouvement artistique l'a lui-même très fortement influencé dans sa démarche littéraire. Ses conceptions novatrices de la « personnalité » de l'artiste et de la transformation de l'objet en un réel artistique peuvent préfigurer le surréalisme, que Zola ne connaîtra jamais.
Zola s'est moins intéressé à la sculpture. Dans un article consacré au Nègre endormi de Philippe Solari en 1868, il écrit : « Si un art souffre du milieu moderne, c'est à coup sûr la sculpture. Née au matin de l'humanité, chez des peuples vivant demi-nus, elle se trouve mal à l'aise dans nos sociétés vieillies, vêtues de vêtements sombres et étroits. » Il n'a reconnu le talent que d'un seul sculpteur, outre Solari : Auguste Rodin. En 1891, à l'occasion de la réalisation d'une statue de Balzac financée par la Société des gens de lettres, il soutient passionnément la candidature de Rodin.

### Photographie

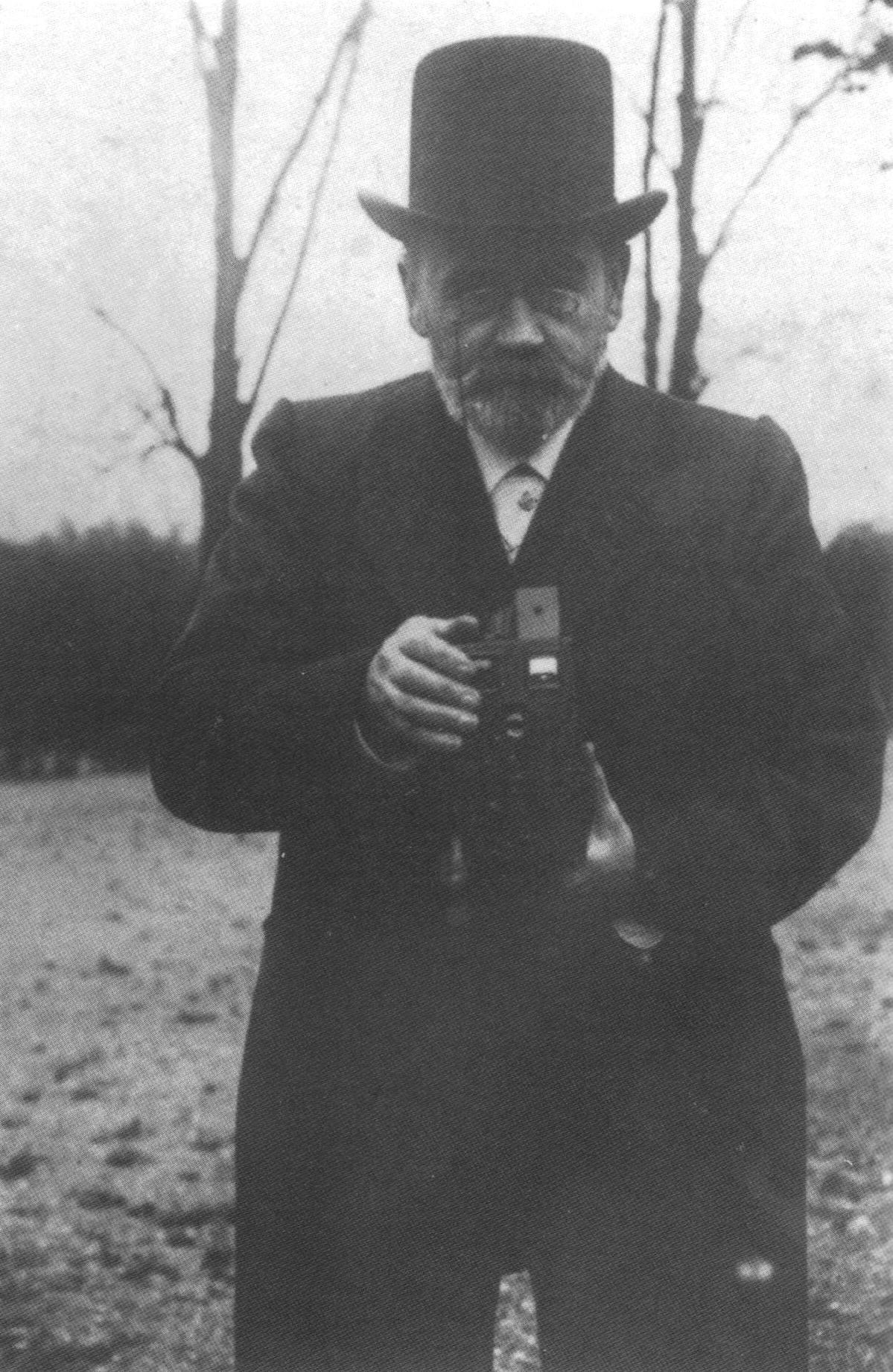
Zola photographe vers 1890.

Émile Zola découvre la photographie en 1894 à 54 ans. Victor Billaud, rédacteur et imprimeur de la Gazette des bains de mer de Royan-sur-l'Océan l'initie à cette technique pendant des vacances que l'écrivain passe à Royan, invité par son éditeur Charpentier. Mais ce n'est qu'à l'issue de l'achèvement des Rougon-Macquart, en 1894, que Zola s'adonne pleinement à cette passion. Possédant jusqu'à une dizaine d'appareils photographiques, il a produit autour de sept mille plaques, dont deux mille ont été conservées,.
Amateur éclairé et autodidacte, Zola installe trois laboratoires photographiques (à Paris, Médan et Verneuil). Il développe lui-même ses négatifs, procède aux agrandissements et réalise toutes sortes d'essais avec des papiers de couleur ou des formats exotiques. Minutieux, il note dans de petits carnets les temps de pose et autres détails[Lesquels ?] pour chaque cliché.
Il est passionné par l'expression de la réalité quotidienne que lui fournissent ces moments figés. L'ensemble de ces photographies, expression d'un regard d'une grande modernité, forme un témoignage précieux sur la seconde moitié du XIXe siècle. Ses sujets de prédilection sont les scènes de la vie quotidienne, photographiées à Paris, Médan ou Verneuil. Il effectue un véritable reportage photographique lors de l'Exposition universelle de 1900. Il aime aussi à photographier de nombreux paysages, notamment lors de ses voyages en Italie ou pendant son exil londonien. Dernier thème de prédilection : sa famille et ses enfants qu'il a abondamment représentés en images. Dans ce cadre, il met lui-même au point un déclencheur à distance afin de se représenter avec ses enfants sur les clichés.
La photographie n'a pas été un outil employé par l'écrivain pour la préparation de ses romans. Cette passion reste un outil de représentation du réel, passif, illustré par une dédicace sur un de ses albums consacrés à ses deux enfants : « Denise et Jacques. Histoire vraie par Émile Zola. » Le rôle de la photographie est en général négatif dans ses romans — ainsi, dans La Curée ou dans Madeleine Férat, le malheur est annoncé par une photo. La photographie, talent longtemps ignoré de l'écrivain, fait partie intégrante de l'œuvre zolienne, constitutive de sa personnalité.

## Hommages
En 2018, sept lycées portent son nom, ainsi que de nombreux autres établissements scolaires (collèges, écoles maternelles et élémentaires).

## Liste des œuvres d'Émile Zola

### Œuvres complètes
- Œuvres complètes illustrées, en 33 volumes (Paris, Eugène Fasquelle, 1906)
- Les Œuvres complètes, en 51 volumes, texte de l'édition Fasquelle avec notes et commentaires de Maurice Le Blond (Paris, François Bernouard, 1927–1929)
- Œuvres complètes, en 15 volumes, édition établie sous la direction de Henri Mitterand (Paris, Cercle du livre précieux, 1962–1970)
- Œuvres complètes, en 43 volumes (Évreux, Le Cercle du bibliophile, 1966–1970)
- Œuvres complètes, en 21 volumes, édition sous la direction de Henri Mitterand (Paris, Nouveau Monde, 2002–2010)

Voir aussi
- Les Rougon-Macquart, en 5 volumes, édition sous la direction d'Armand Lanoux avec notes et études par Henri Mitterand (Paris, Gallimard, coll. « Bibliothèque de La Pléiade », 1960–1967)
- Les Rougon-Macquart, en 6 volumes, présentation et notes de Pierre Cogny (Paris, Seuil, 1969–1970)
- Les Rougon-Macquart, en 5 volumes, édition établie par Colette Becker (Paris, Robert Laffont, coll. « Bouquins », 1991–1993)

### Œuvres critiques
- Mes haines, causeries littéraires et artistiques, A. Faure, Paris, 1866. En ligne
- Mon Salon, Librairie centrale, Paris, 1866. En ligne
- Édouard Manet, étude biographique et critique, E. Dentu, Paris, 1867. En ligne
- À propos de « L'Assommoir », en collaboration avec Édouard Rod, 1879.
- Le Roman expérimental, Charpentier, Paris, 1880 ; nouvelle édition commentée, GF-Flammarion, 2006.
- Nos auteurs dramatiques, Charpentier, Paris, 1881.
- Les Romanciers naturalistes, Charpentier, Paris, 1881.
- Le Naturalisme au théâtre, les théories et les exemples, Charpentier, Paris, 1881.
- Documents littéraires, Charpentier, Paris, 1881.
- Une campagne (1880-1881), Charpentier, Paris, 1882.
- Nouvelle campagne (1896), Fasquelle, Paris, 1897.
- Humanité, vérité, justice. L'affaire Dreyfus. Lettre à la jeunesse, Fasquelle, Paris, 1897.
- « J'accuse… ! », L'Aurore, 13 janvier 1898.
- Les Quatre Évangiles, 1899.
- L'Affaire Dreyfus, la vérité en marche, Fasquelle, Paris, 1901.

### Romans et nouvelles
- Contes à Ninon, J. Hetzel et A. Lacroix, Paris, 1864 ; Charpentier, Paris, 1878.
- La Confession de Claude (roman), A. Lacroix, Verboeckhoven et Cie, Paris, 1865.
- Villégiature, parue dans Le Petit journal, Paris, 1865.
- L'Attaque du Moulin, 1880.
- Le Vœu d'une morte (roman), A. Faure, Paris, 1866.
- Les Repoussoirs, 1866
- Les Mystères de Marseille (roman), A. Arnaud, Marseille, 1867.
- Thérèse Raquin (roman), A. Lacroix, Verboeckhoven et Cie, Paris, 1867.
- Madeleine Férat (roman), A. Lacroix, Verboeckhoven et Cie, Paris, 1868.
- Nouveaux contes à Ninon, 1874.
  - Contient Le Grand Michu
- Nantas 1878.
- Les Soirées de Médan (1880), en collaboration avec Maupassant, Huysmans, Léon Hennique, Henri Céard et Paul Alexis, Charpentier, Paris, 1880.
- Jacques Damour, 1880.
- Madame Sourdis, 1880.
- Le Capitaine Burle. 1882
- Naïs Micoulin, Charpentier, Paris, 1883.
  - Contient La Mort d'Olivier Bécaille

### Série desRougon-Macquart

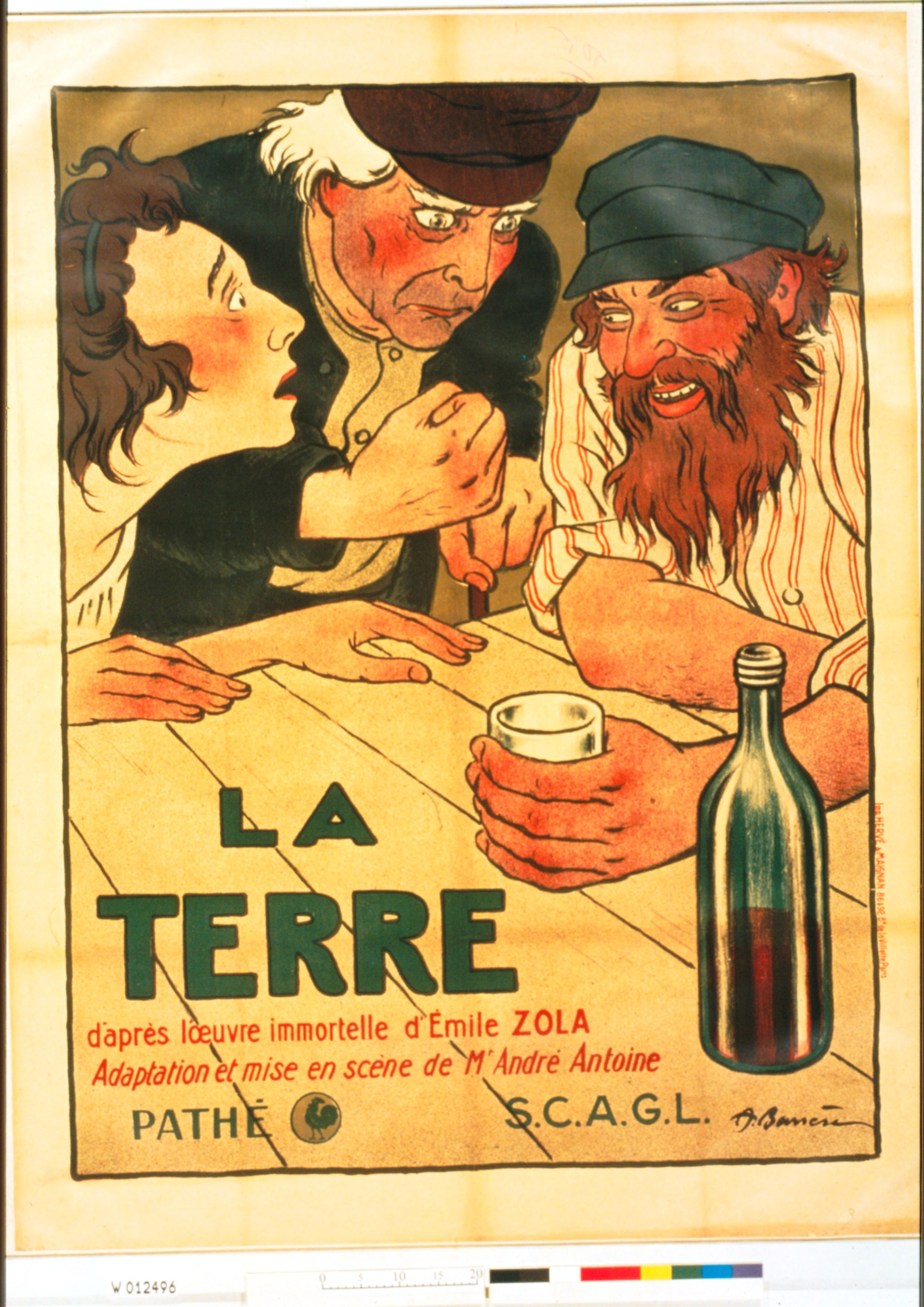
Affiche du film La Terre. (1921).

- La Fortune des Rougon, A. Lacroix, Verboeckhoven et Cie, Paris, 1871.
- La Curée, A. Lacroix, Verboeckhoven et Cie, Paris, 1872.
- Le Ventre de Paris, Charpentier, Paris, 1873.
- La Conquête de Plassans, Charpentier, Paris, 1874.
- La Faute de l'abbé Mouret, Charpentier, Paris, 1875.
- Son Excellence Eugène Rougon, Charpentier, Paris, 1876.
- L'Assommoir, Charpentier, Paris, 1877.
- Une page d'amour, Charpentier, Paris, 1878.
- Nana, Charpentier, Paris, 1880.
- Pot-Bouille, Charpentier, Paris, 1882.
- Au Bonheur des Dames, Charpentier, Paris, 1883.
- La Joie de vivre, Charpentier, Paris, 1883.
- Germinal, Charpentier, Paris, 1885.
- L'Œuvre, Charpentier, Paris, 1886.
- La Terre, Charpentier, Paris, 1887.
- Le Rêve, Charpentier, Paris, 1888.
- La Bête humaine, Charpentier, Paris, 1890.
- L'Argent, Charpentier, Paris, 1891.
- La Débâcle, Charpentier et Fasquelle, Paris, 1892.
- Le Docteur Pascal, Charpentier et Fasquelle, Paris, 1893.

### Série desTrois Villes
- Lourdes, Charpentier et Fasquelle, Paris, 1894.
- Rome, Charpentier et Fasquelle, Paris, 1896.
- Paris, Charpentier et Fasquelle, Paris, 1898.

### Série desQuatre Évangiles
La série des Quatre Évangiles se compose de :
- Fécondité, Fasquelle, Paris, 1899.
- Travail, Fasquelle, Paris, 1901.
- Vérité, Fasquelle, Paris, 1903 (publication posthume).
- Justice (resté à l'état de notes préparatoires).

### Pièces de théâtre
- Perrette, 1861.
- Thérèse Raquin (drame en 4 actes), d'après le roman du même nom, Charpentier, Paris, 1875 lire en ligne sur Gallica.
- Les Héritiers Rabourdin (comédie en 3 actes), Charpentier, Paris, 1874 lire en ligne sur Gallica.
- Le Bouton de rose, 1878 lire en ligne sur Gallica.
- Renée (pièce en 5 actes), adaptation théâtrale de La Curée, 1887.
- Madeleine Férat (1889), écrit en 1865.

En décembre 2021, le manuscrit de la pièce de théâtre Germinal d'Émile Zola se vend à 138 600 €. L'acquéreur n'est autre que la Bibliothèque nationale de France.

### Poèmes lyriques
- Messidor, Fasquelle, Paris, 1898.
- L'Ouragan, Fasquelle, Paris, 1901.

### Chroniques journalistiques
- La République en marche : chroniques parlementaires (préf. Jacques Kayser), Fasquelle, 1956, 344 p. (lire en ligne).